# Bahnstrecke Landstuhl–Kusel
| Strecke                                                                      |              | Strecke von Mannheim                                                               | Strecke von Mannheim                                                               |
| Bahnhof                                                                      | -0,131       | Landstuhl                                                                          | Landstuhl                                                                          |
| Abzweig geradeaus und nach links                                             |              | Strecke nach Saarbrücken                                                           | Strecke nach Saarbrücken                                                           |
| Abzweig geradeaus und ehemals nach links                                     |              | unbekannter Anschluss                                                              | unbekannter Anschluss                                                              |
| Abzweig geradeaus und ehemals nach rechts                                    |              | Anschluss Bahnmeisterei Landstuhl                                                  | Anschluss Bahnmeisterei Landstuhl                                                  |
| Bahnübergang                                                                 | 0,400        | Raiffeisenstraße                                                                   | Raiffeisenstraße                                                                   |
| ehemaliger Grenze                                                            |              | Bm-Grenze Einsiedlerhof/Altenglan                                                  | Bm-Grenze Einsiedlerhof/Altenglan                                                  |
|                                                                              |              | A 6                                                                                |                                                                                    |
| ehemaliger Bahnübergang                                                      |              | ehemaliger Bahnübergang                                                            | ehemaliger Bahnübergang                                                            |
| Bahnübergang                                                                 | ≈1,500       | Am Wackenberg                                                                      | Am Wackenberg                                                                      |
|                                                                              |              |                                                                                    |                                                                                    |
| Abzweig geradeaus und ehemals nach links                                     | 2,400        | Anschlussgleis einer Feldbahn (1919–1930) beziehungsweise zu einem US-Militärlager | Anschlussgleis einer Feldbahn (1919–1930) beziehungsweise zu einem US-Militärlager |
|                                                                              |              |                                                                                    |                                                                                    |
|                                                                              |              | ehemalige Reichsautobahn                                                           |                                                                                    |
| Blockstelle                                                                  | 2,500        | Westrich (Awanst)                                                                  | Westrich (Awanst)                                                                  |
| Abzweig geradeaus und nach links                                             |              | zum Industriezentrum Westrich (s.u.)                                               | zum Industriezentrum Westrich (s.u.)                                               |
| Bahnübergang                                                                 | 2,800        |                                                                                    |                                                                                    |
| Bahnhof                                                                      | 4,490        | Ramstein                                                                           | Ramstein                                                                           |
| Brücke über Wasserlauf                                                       |              | Mohrbach                                                                           | Mohrbach                                                                           |
| Haltepunkt / Haltestelle                                                     | 5,565        | Miesenbach                                                                         | Miesenbach                                                                         |
| Haltepunkt / Haltestelle                                                     | 7,310        | Steinwenden (ehem. Bf)                                                             | Steinwenden (ehem. Bf)                                                             |
| Brücke über Wasserlauf                                                       |              | Mohrbach                                                                           | Mohrbach                                                                           |
| Brücke über Wasserlauf                                                       |              | Moosbach                                                                           | Moosbach                                                                           |
| Haltepunkt / Haltestelle                                                     | 9,073        | Obermohr                                                                           | Obermohr                                                                           |
| Brücke über Wasserlauf                                                       |              | Mohrbach                                                                           | Mohrbach                                                                           |
| Haltepunkt / Haltestelle                                                     | 11,280       | Niedermohr (ehem. Bf)                                                              | Niedermohr (ehem. Bf)                                                              |
| Brücke über Wasserlauf                                                       |              | Mohrbach                                                                           | Mohrbach                                                                           |
| Brücke über Wasserlauf                                                       |              | Glan                                                                               | Glan                                                                               |
| Abzweig geradeaus und ehemals von links                                      |              | ehem. Glantalbahn von Homburg (abgebaut)                                           | ehem. Glantalbahn von Homburg (abgebaut)                                           |
| Strecke mit Straßenbrücke                                                    |              | B 423                                                                              | B 423                                                                              |
| Bahnhof                                                                      | 13,91221,788 | Glan-Münchweiler                                                                   | Glan-Münchweiler                                                                   |
| Brücke über Wasserlauf                                                       |              | Glan                                                                               | Glan                                                                               |
| Brücke über Wasserlauf                                                       |              | Glan                                                                               | Glan                                                                               |
| Haltepunkt / Haltestelle                                                     | 23,693       | Rehweiler (ehem. Bf)                                                               | Rehweiler (ehem. Bf)                                                               |
| Haltepunkt / Haltestelle                                                     | 25,365       | Eisenbach-Matzenbach (ehem. Bf)                                                    | Eisenbach-Matzenbach (ehem. Bf)                                                    |
| Abzweig geradeaus und ehemals von links                                      | 27,900       | Anschlussgleis Remigiuswerke                                                       | Anschlussgleis Remigiuswerke                                                       |
| Haltepunkt / Haltestelle                                                     | 28,420       | Theisbergstegen (ehem. Bf)                                                         | Theisbergstegen (ehem. Bf)                                                         |
| Abzweig geradeaus und ehemals nach rechts                                    |              | Anschlussgleis Weyrich + Welzel                                                    | Anschlussgleis Weyrich + Welzel                                                    |
| Abzweig geradeaus und ehemals nach links                                     | 30,000       | Anschlussgleis Hartsteinwerke Schröck + Gresner                                    | Anschlussgleis Hartsteinwerke Schröck + Gresner                                    |
| ehemalige Blockstelle                                                        | 30,500       | Steinbruch und Anschluss Bell                                                      | Steinbruch und Anschluss Bell                                                      |
| Strecke mit Straßenbrücke                                                    |              | B 423                                                                              | B 423                                                                              |
| Bahnhof                                                                      | 31,9300,000  | Altenglan Draisinenverkehr nach Staudernheim                                       | Altenglan Draisinenverkehr nach Staudernheim                                       |
| Abzweig geradeaus, ehemals nach rechts und ehemals von rechts                |              | ehem. Glantalbahn nach Bad Münster                                                 | ehem. Glantalbahn nach Bad Münster                                                 |
| Verschwenkung von links · Verschwenkung von rechts (Strecke außer Betrieb)   |              |                                                                                    |                                                                                    |
| Strecke · Abzweig geradeaus und nach links (Strecke außer Betrieb)           | 0,200        | Anschluss Bell                                                                     | Anschluss Bell                                                                     |
| Strecke · Tunnel (Strecke außer Betrieb)                                     | 0,700        | Rammelsbacher Tunnel (bis 1936)                                                    | Rammelsbacher Tunnel (bis 1936)                                                    |
| Verschwenkung nach links · Verschwenkung nach rechts (Strecke außer Betrieb) |              |                                                                                    |                                                                                    |
| Blockstelle                                                                  | 1,800        | Anschluss Rammelsbach                                                              | Anschluss Rammelsbach                                                              |
| Haltepunkt / Haltestelle                                                     | 1,995        | Rammelsbach                                                                        | Rammelsbach                                                                        |
| Kopfbahnhof Strecke ab hier außer Betrieb                                    | 4,470        | Kusel                                                                              | Kusel                                                                              |
| Strecke (außer Betrieb)                                                      |              | ehem. Strecke nach Türkismühle                                                     | ehem. Strecke nach Türkismühle                                                     |

| Blockstelle                                    |          | Westrich (Awanst)                                  | Westrich (Awanst)                                  |
| Abzweig geradeaus und nach rechts              |          | nach Altenglan (s.o.)                              | nach Altenglan (s.o.)                              |
| Wechsel des Eisenbahninfrastrukturunternehmens | 0,06     | Infrastrukturgrenze DB InfraGO/Rettenmeier Holding | Infrastrukturgrenze DB InfraGO/Rettenmeier Holding |
| Strecke                                        |          | Zuführungsgleis                                    | Zuführungsgleis                                    |
| Bahnübergang                                   | 0,377    | Waldweg                                            | Waldweg                                            |
| Bahnübergang                                   | 0,597    | Fußgänger-Überweg mit Umlaufsperre                 | Fußgänger-Überweg mit Umlaufsperre                 |
| Bahnübergang                                   | 1,187    | Wirtschaftsweg                                     | Wirtschaftsweg                                     |
| Strecke mit Straßenbrücke                      |          | L 356                                              | L 356                                              |
| Bahnübergang                                   | 1,700    | Carl-Zeiss-Straße                                  | Carl-Zeiss-Straße                                  |
| Kilometer-Wechsel                              | 2,510,00 | Gleistor                                           | Gleistor                                           |
| Blockstelle                                    |          | Werksanlage                                        | Werksanlage                                        |
|                                                | 0,91     | Gleisende                                          | Gleisende                                          |

Die Bahnstrecke Landstuhl–Kusel – regional auch Steinbahn genannt – verläuft als Nebenbahn über Ramstein-Miesenbach, Steinwenden, Niedermohr, Glan-Münchweiler, Altenglan und Rammelsbach. Sie wurde 1868 als erste Strecke ins Nordpfälzer Bergland eröffnet. Sie war das erste Bahnprojekt der Gesellschaft der Pfälzischen Nordbahnen, die für die Strecken im nördlichen Gebiet der Pfalz zuständig war. Hauptzweck ihrer Errichtung war die Erschließung der Steinbrüche im Einzugsgebiet der Gemeinde Altenglan, woher die Bezeichnung Steinbahn rührt.
Der Abschnitt Glan-Münchweiler – Altenglan war außerdem ab 1904 Teil der Glantalbahn, die schrittweise ab 1961 stillgelegt wurde.
Die Strecke erhielt 1936 aus militärischen Gründen als Strategische Bahn eine Verbindung nach Türkismühle, die bis 1970 existierte.
Die Verbindung von Landstuhl nach Kusel wird (2023) im Stundentakt von 9 Uhr bis 17 Uhr mit RB 67 von der DB Regio Mitte mit Dieseltriebwagen der Baureihe 643 mit einzelnen Verstärkern der Baureihe 628 in der Hauptverkehrszeit bedient.

## Geschichte

### Vorgeschichte und Planung
Erste Bemühungen für einen Bahnanschluss der Region gehen bis 1856 zurück. Im Zuge der Planungen der Rhein-Nahe-Bahn kam es zwischen Preußen und Oldenburg zu Differenzen um den Streckenverlauf innerhalb des Fürstentums Birkenfeld, einer Exklave von Oldenburg. Während Oldenburg für einen Umweg über die Stadt Birkenfeld plädierte, bestand die preußische Seite auf einer Streckenführung im Nahetal. Daraufhin bildete sich auf Initiative wohlhabender Leute aus der benachbarten Pfalz am 20. Oktober 1856 in Offenbach am Glan ein Komitee, das für eine dritte Variante eintrat. Die Trasse sollte bei Boos das Nahetal verlassen und über Lauterecken, Altenglan und Kusel und anschließend wahlweise über St. Wendel oder das Ostertal nach Neunkirchen führen. Eigens dafür kaufte das Komitee mehrere Aktien der Rhein-Nahe Eisenbahn-Gesellschaft. Aus taktisch-verkehrspolitischen Gründen war Preußen gegenüber diesen Bestrebungen zunächst aufgeschlossen, was dazu führte, dass Oldenburg nachgab und die Trassierung entlang der Nahe innerhalb seines Territoriums akzeptierte.

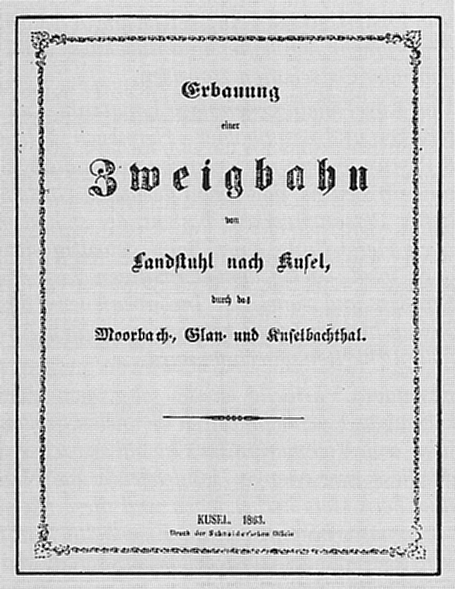
Titelseite der Denkschrift zum Bau der Strecke 1863

Am 5. Juni 1862 erschien im Mainzer Journal ein Leserbrief, dessen Autor den Bau einer in Landstuhl von der Pfälzischen Ludwigsbahn Ludwigshafen – Bexbach abzweigenden Nebenstrecke nach Kusel in Erwägung zog. Er argumentierte hauptsächlich mit den großen Gesteinsvorkommen im Einzugsgebiet des Remigiusbergs, die bis nach Paris exportiert werden könnten. Zur selben Zeit bildeten sich in der Gemeinde Ramstein und in Kusel Bahnbaukomitees. Am 20. Juni war die geplante Strecke Thema im Stadtrat von Kusel. Die Stadt erklärte sich bereit, Grundstücke für die Anlage eines Bahnhofs zur Verfügung zu stellen.
Ein Jahr später erschien in Kusel eine Denkschrift, die die „Erbauung einer Zweigbahn von Landstuhl nach Kusel durch das Moorbach-, Glan- und Kuselbachthal“ behandelte. Ein Bahnbau wirke den eher schlechten wirtschaftlichen und sozialen Verhältnissen der Region entgegen. Sie verwies auf Vorteile für die Jahr- und Viehmärkte, die in Altenglan und Kusel ansässigen Industriebetriebe, die Kalkproduktion und den Reichtum an Gesteinen, die im Straßenbau Verwendung fänden. Ebenso deutete sie eine spätere Fortsetzung der Strecke in Richtung Trier sowie eine Verknüpfung mit einer damals ebenfalls diskutierten Strecke entlang der Lauter und des unteren Glan an.

### Bau und Eröffnung
Am 10. Juli 1865 verabschiedete der bayerische Landtag ein Gesetz mit einer Zinsgarantie von vier Prozent für die geplante Strecke. Zur selben Zeit existierten Pläne, eine Bahnstrecke durch das Alsenztal von Hochspeyer bis ins preußische Münster am Stein einzurichten. Aus diesem Grund genehmigte der bayerische König Ludwig II. die Gründung der Aktiengesellschaft der Pfälzischen Nordbahnen, die sämtliche Strecken nördlich der Ludwigsbahn betreiben sollte, darunter sowohl die geplante Strecke entlang der Alsenz als auch die Zweigbahn nach Kusel. Das Aktienkapital betrug insgesamt 1.740.000 Gulden. Für die Strecke musste außerdem eine staatliche Zinsbürgschaft in Anspruch genommen werden.
Für den Bau der 28,7 Kilometer langen, als eingleisige Hauptbahn angelegten Strecke von Landstuhl nach Kusel waren zwei Sektionen zuständig, deren Ingenieure König und Müller hießen. Der Bau verlief weitgehend unkompliziert. Lediglich bei Rammelsbach waren Geländeeinschnitte notwendig, wobei die Bauleute auf ein Diorit-Vorkommen stießen, das in der Folgezeit weiter abgebaut wurde und dem Bahnverkehr zusätzlichen Aufschwung verlieh. Dort entstand mit dem Rammelsbacher Tunnel das größte Bauwerk entlang der Strecke. Die Bauarbeiten am Abschnitt zwischen Glan-Münchweiler und Kusel verzögerten sich, weil es nicht gelang, genügend Arbeitskräfte anzuwerben. Der erste Güterzug fuhr am 28. August 1868.
Am 20. September 1868 fand die offizielle Eröffnung der Strecke Landstuhl – Kusel statt. An diesem Tag verkehrte ein Sonderzug von Ludwigshafen nach Kusel, zu dessen Passagieren neben Funktionären der pfälzischen Eisenbahnstrecken unter anderem der damalige bayerische Staatsminister für Handel und Öffentliche Arbeiten, Gustav von Schlör, gehörte. Die Bevölkerung nahm die neue Bahnstrecke, die die erste innerhalb des Nordpfälzer Berglandes war, sehr positiv auf, da sie die Infrastruktur in der ländlich geprägten Region nordwestlich von Kaiserslautern verbesserte. Zwei Tage später folgte die Freigabe für den regulären Verkehr. Bahnhöfe existierten in Ramstein, Steinwenden, Glan-Münchweiler, Theisbergstegen, Altenglan und Kusel. Hinzu kamen die Haltestellen Niedermohr und Matzenbach. Darüber erhielt Rehweiler einen Haltepunkt und Rammelsbach einen reinen Güterbahnhof.

### Weitere Entwicklung
1869 betrugen die Ausgaben für die Kuseler Strecke 79,95 Prozent der Einnahmen. Ab dem 1. Januar 1870 war die Nordbahn-Gesellschaft unter Wahrung ihrer Selbständigkeit zusammen mit ihrer Strecke nach Kusel Teil der Pfälzischen Eisenbahnen, denen fortan der Betrieb oblag. Da die Ludwigsbahn aufgrund ihres Hauptzweckes, Saarkohle an den Rhein zu bringen, die Bezeichnung Kohlenbahn erhielt, wurde für die Bahnstrecke Landstuhl – Kusel wegen ihrer Bedeutung für die örtlichen Steinbrüche oft der Begriff Steinbahn verwendet. Die Pfälzischen Eisenbahnen stuften die Strecke aufgrund ihrer geringen Bedeutung 1882 als Nebenbahn herab. Schlagbaumbarrieren ersetzten sechs Jahre später zwischen Landstuhl und Kusel die Kettenbarrieren. 1899 erhielten die Bahnhöfe Abschlusssignale. Zwischen Ramstein und Altenglan kamen außerdem Läutewerke zum Einsatz, die den Zweck hatten, die Schließzeiten der Bahnschranken zu verringern.

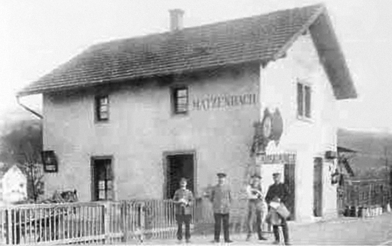
Bahnhof Eisenbach-Matzenbach (damaliger Name: Matzenbach) im Jahr 1912

Bereits seit den 1870er Jahren existierten Pläne einer strategischen Bahn entlang des gesamten Glan. Nachdem dies zunächst am Widerstand Bayerns gescheitert war, trug die Verschlechterung der deutschen Beziehungen zu Frankreich dazu bei, dass Bayern dies revidierte. 1890 rangen sich Preußen und Bayern zu einem Staatsvertrag durch, der den Bau einer Bahn von Homburg nach Münster am Stein als kürzeste Verbindung von der Saargegend zum Rhein vorsah. Von Glan-Münchweiler bis Altenglan sollte die Strecke nach Kusel mitbenutzt werden, die in diesem Abschnitt gemäß den militärischen Anforderungen ein zweites Gleis erhielt. Bedingt durch diese Ausbaumaßnahmen wurden in den Bahnhöfen Glan-Münchweiler und Altenglan die Gleisanlagen erweitert; Altenglan erhielt ein neues Empfangsgebäude und wurde zum Keilbahnhof. Die als Glantalbahn bezeichnete Strecke wurde am 1. Mai 1904 durchgehend eröffnet. 1907 erhielt der Abschnitt Landstuhl – Glan-Münchweiler Streckenfernsprecher. Am 1. Januar 1909 ging die Strecke zusammen mit dem übrigen Eisenbahnnetz innerhalb der Pfalz in das Eigentum der Bayerischen Staatseisenbahnen über. Zu diesem Zeitpunkt wurde sie von der Betriebs- und Bauinspektion Kaiserslautern I verwaltet. Bahnmeistereien existierten in Landstuhl, Glan-Münchweiler und Altenglan.

### Weimarer Republik, Nationalsozialismus und Zweiter Weltkrieg (1919–1945)
1920 wurde die Strecke Teil der neu gegründeten Deutschen Reichsbahn. Zwei Jahre später gliederte diese die Bahn in die neu gegründete Reichsbahndirektion Ludwigshafen ein, die für alle Strecken innerhalb der Pfalz – ohne diejenigen, die im 1920 geschaffenen Saargebiet lagen – zuständig war. 1936 ging eine in Kusel anschließende Fortsetzung bis Türkismühle in Betrieb. Zeitgleich erhielt die Strecke zwischen Altenglan und Rammelsbach eine neue Trasse, da sich der Rammelsbacher Tunnel wegen seines Lichtraumprofils für viele Güterzüge als zu schmal erwiesen hatte. Sie führt seither um den Remigiusberg herum. 1937 wurde die zulässige Höchstgeschwindigkeit auf dem Abschnitt Altenglan – Kusel von 40 auf 70 Kilometer pro Stunde erhöht. Durch die schrittweise Auflösung der Reichsbahndirektion Ludwigshafen wechselte die Strecke in den Zuständigkeitsbereich der Direktion Saarbrücken. In diesem Zusammenhang wurde die Bahnmeisterei Altenglan aufgegeben. Der größte Teil der Strecke gehörte zum Betriebsamt (RBA) Homburg; lediglich die ersten 700 Meter von Landstuhl aus oblagen dem in Kaiserslautern.
Da während des Zweiten Weltkriegs oft damit zu rechnen war, dass der Fahrplan nicht eingehalten werden konnte, erschien 1941 ein Verzeichnis mit „lebenswichtigen Zügen“. Demnach mussten täglich zwischen Landstuhl und Glan-Münchweiler wenigstens drei, zwischen Glan-Münchweiler und Altenglan mindestens sechs sowie zwischen Altenglan und Kusel mindestens zwei Züge verkehren. Während der Kampfhandlungen griffen Jagdbomber vor allem den Bahnhof Altenglan aufgrund seiner Funktion als Eisenbahnknotenpunkt an. 1945 erfolgten Angriffe auf Rammelsbach und Kusel.
In den letzten Monaten des Kriegs entstand 1945 im Norden Altenglans zwischen Rammelsbach und Bedesbach eine Verbindungskurve. Sie sollte für den Fall einer Unbefahrbarkeit der Nahetalbahn zwischen Ottweiler und Bad Münster eine zusätzliche Umleitungsmöglichkeit bieten. Tatsächlich fuhr nur ein einziger Zug über diesen Schienenweg, der nach Kriegsende wieder abgebaut wurde.

### Nachkriegszeit und Deutsche Bundesbahn (1949–1993)
Die Bahnstrecke unterstand nach dem Krieg zunächst der Betriebsvereinigung der Südwestdeutschen Eisenbahnen (SWDE), die 1949 in die neu gegründete Deutsche Bundesbahn (DB) überging. Als Folge der Abtrennung des Saarlandes wechselte sie bereits mit Wirkung vom 1. April 1947 zur Eisenbahndirektion Mainz, die ab 1953 Bundesbahndirektion war. 1952 wurde die Bahnmeisterei in Altenglan wieder eingerichtet. 1955 erhielt die Gemeinde Obermohr zwischen Niedermohr und Steinwenden einen Haltepunkt. Zwischen 1955 und 1970 wurde die in Kusel anschließende Strecke Richtung Türkismühle in mehreren Etappen stillgelegt, so dass Kusel seit 1970 wieder Endbahnhof ist. Ein Hochwasser des Kuselbachs am 5. Dezember 1965 führte dazu, dass am Abend und am darauffolgenden Tag zwischen Altenglan und Kusel der Betrieb ruhte. Durch die schrittweise Auflösung der Mainzer Direktion war ab dem 1. August 1971 die Bundesbahndirektion Saarbrücken zuständig. Im Rahmen mehrerer Rationalisierungsmaßnahmen folgte die schrittweise Auflösung der Bahnmeistereien. Die in Glan-Münchweiler existierte schon Ende der 1950er Jahre nicht mehr. Bereits in den 1970ern wurde die von Landstuhl in die von Einsiedlerhof eingegliedert. Nach Auflösung der Bahnmeisterei in Altenglan 1977 und der in Einsiedlerhof ist die Bahnmeisterei von Kaiserslautern für die Strecke verantwortlich.
Während die Bundesbahn viele weitere benachbarte Strecken im westlichen Nordpfälzer Bergland stilllegte, blieb die Strecke Landstuhl – Kusel erhalten, was an den hohen Einnahmen im Güterverkehr hauptsächlich durch die umliegenden Steinbrüche lag. Nachdem die benachbarte Glantalbahn den Personenverkehr 1986 im nördlichen Streckenabschnitt Lauterecken-Grumbach – Staudernheim eingebüßt hatte, blieben die Kuseler Strecke und die Lautertalbahn die beiden einzigen Strecken der Region mit Schienenpersonennahverkehr. Am 9. Juni 1986 schlossen die Deutsche Bundesbahn und Rheinland-Pfalz einen Staatsvertrag, der die Eisenbahnstrecken des Bundeslandes in drei Kategorien einteilte. Während die Wirtschaftlichkeit der Lautertalbahn noch überprüft werden sollte, stand eine Einstellung des Verkehrs zwischen Landstuhl und Kusel nicht zur Diskussion, da er als „längerfristig gesichert“ galt. 1988 folgte der Rückbau der Bahnhöfe Ramstein und Steinwenden zu Haltepunkten. Ein Jahr später demontierte die Bundesbahn zwischen Glan-Münchweiler und Altenglan das zweite Gleis, das sie als betrieblich überflüssig erachtete. So waren Zugkreuzungen ausschließlich in den Bahnhöfen Glan-Münchweiler und Altenglan möglich. Dies führte in der Folgezeit zu einigen betrieblichen Problemen, als beispielsweise auf der Strecke im selben Jahr von Rammelsbach aus verstärkt Schotterzüge anlässlich des Baus der Schnellfahrstrecke Mannheim–Stuttgart verkehrten. Zum 18. Juni 1990 stellte die DB die Strecke auf signalisierten Zugleitbetrieb (SZB) um, der bis zu diesem Zeitpunkt lediglich auf der Nagoldtalbahn angewendet wurde. Der Zugleiter der Strecke in Altenglan bedient die Strecke über ein Fernwirksystem, wobei an den Signalen zusätzlich Signalanforderungstasten angebracht sind.
1993 fand anlässlich des 125-jährigen Bestehens der Strecke eine Jubiläumsfeier statt.

### Entwicklung seit 1994

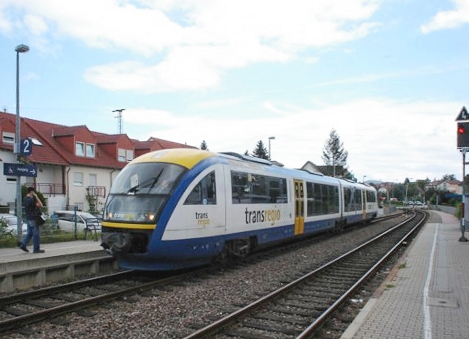
Personenzug im Bahnhof Ramstein 2007

Durch die Bahnreform ging die Strecke zum 1. Januar 1994 in das Eigentum der Deutschen Bahn (DB) über. Der zwischenzeitlich zum Haltepunkt zurückgebaute Bahnhof Ramstein erhielt sein zweites Gleis zurück, um Zugkreuzungen zu ermöglichen. Am 28. Mai 2000 übernahm die private trans regio für die Dauer von acht Jahren den Personenverkehr. Im selben Jahr wurde die Strecke wie die gesamte Westpfalz zunächst Teil des Westpfalz-Verkehrsverbundes (WVV), ehe dieser sechs Jahre später im Verkehrsverbund Rhein-Neckar (VRN) aufging.
Ende 2005 ging zwischen Ramstein und Steinwenden der Haltepunkt Miesenbach in Betrieb. 2008 wurde das 140-jährige Jubiläum der Strecke gefeiert; aus diesem Anlass fuhr am 6. Dezember ein Sonderzug von Kusel bis Heidelberg. Entsprechend der Laufzeit des Verkehrsvertrags mit trans regio wurde der Schienenpersonennahverkehr (SPNV) auf der Strecke 2007 neu ausgeschrieben. Als Gewinner bedient seit 14. Dezember 2008 DB Regio die Strecke, der Vertrag läuft bis zum Jahr 2023.
Im September 2011 entstand ein 2,4 Kilometer langes Anschlussgleis, das kurz vor Ramstein an der Awanst Westrich abzweigt und das Sägewerk Rettenmeier Holzindustrie Ramstein GmbH anbindet.
Am 15. und 16. September 2018 fanden zwei Jubiläen statt: 150 Jahre Bahnstrecke Landstuhl–Kusel und 150 Jahre Steinabbau in Rammelsbach. Aus Anlass des Bahnjubiläums fuhren an beiden Tagen Sonderzüge mit einer Dampf-Lokomotive. Weil in Rammelsbach der Bahnhof mittendrin im Marktgeschehen lag, reisten am 15. September mehrere prominente Festgäste mit dem Zug. Im Rahmen des besagten Jubiläums beschloss DB Netz, sämtliche Brücken über den Mohrbach zu erneuern; Baubeginn hierfür sollte der darauffolgende Oktober sein.

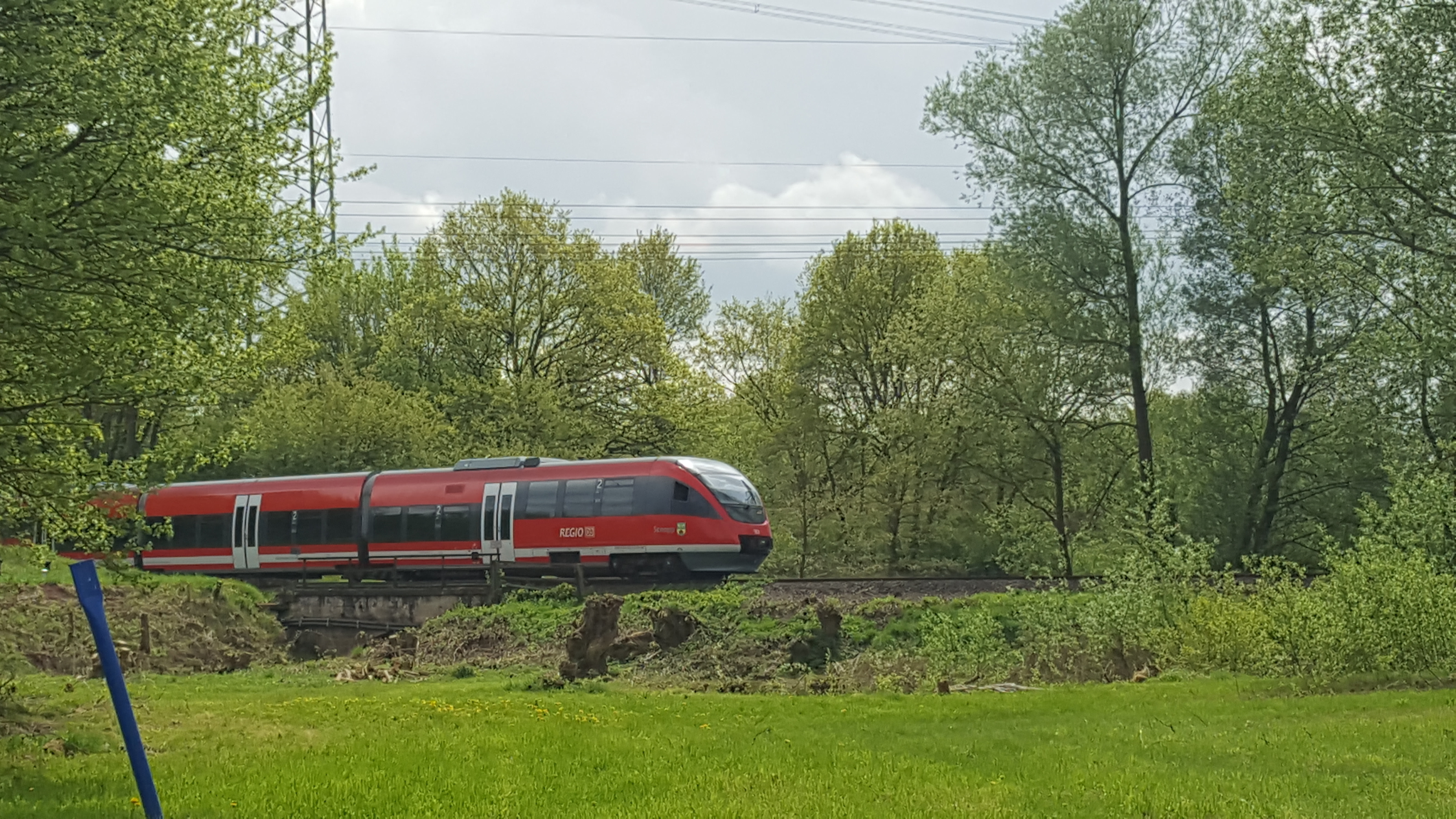
Alte Mohrbachbrücke mit Regionalbahn bei Ramstein (Bahn-km 5,165)

Für den Einsatz von Akkumulatortriebwagen im Pfalznetz ab Dezember 2026 wird im Bahnhof Kusel eine Oberleitungsinselanlage errichtet.

## Streckenverlauf
Die Strecke nach Kusel verlässt den Bahnhof Landstuhl in westlicher Richtung und zweigt kurze Zeit später nach Norden von der Hauptstrecke nach Saarbrücken ab. Zunächst durchquert sie den Landstuhler Bruch mit seinen Wäldern und Wiesen. In diesem Bereich wird sie von der Bundesautobahn 6 überbrückt. Ab Ramstein folgt sie dem Mohrbach bis zu dessen Mündung und verläuft in diesem Bereich nach Westen über Miesenbach, Steinwenden, Obermohr und Niedermohr. Kurz vor Glan-Münchweiler unterquert sie die Bundesstraße 423 und trifft auf den Glan.

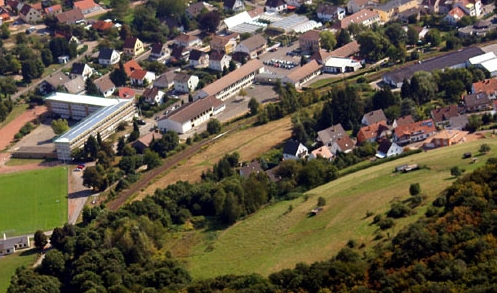
Streckenverlauf im nordwestlichen Bereich von Altenglan Richtung Rammelsbach

Ab Glan-Münchweiler befindet sie sich innerhalb des Nordpfälzer Berglandes. Dem Glan folgt sie nordwärts mit zwei großen S-Kurven entlang seines linken Ufers; zwischen Glan-Münchweiler und Rehweiler überbrückt sie ihn zweimal. Parallel zur Strecke und zum Fluss führt von Glan-Münchweiler bis Altenglan seit 2006 der Glan-Blies-Weg, der teilweise die Trasse des 1989 demontierten zweiten Gleises benutzt. Nach den Haltepunkten Rehweiler und Eisenbach-Matzenbach passiert die Bahn die Orte Gimsbach und Godelhausen ohne Halt. In diesem Bereich wird die Landschaft zunehmend hügeliger. Westlich von Theisbergstegen erstreckt sich der Remigiusberg. Auf einer Länge von rund dreieinhalb Kilometern führt sie entlang seines Osthanges. Östlich des Glans befindet sich der Potzberg mit dem gleichnamigen Wildpark. Kurz vor dem Bahnhof Altenglan wird die Strecke erneut von der B 423 überbrückt. Danach biegt sie nach Westen ab und verlässt das Glantal. Bis 1936 unterquerte sie die nordwestlichen Ausläufer des Remigiusbergs im Rammelsbacher Tunnel, seither führt sie um sie herum. Bis Kusel verläuft sie parallel zur Bundesstraße 420 und zum Kuselbach an dessen rechten Ufer. Von Landstuhl bis Niedermohr führt die Strecke durch den Landkreis Kaiserslautern, ab Glan-Münchweiler wird der Landkreis Kusel durchquert.

## Kilometrierung

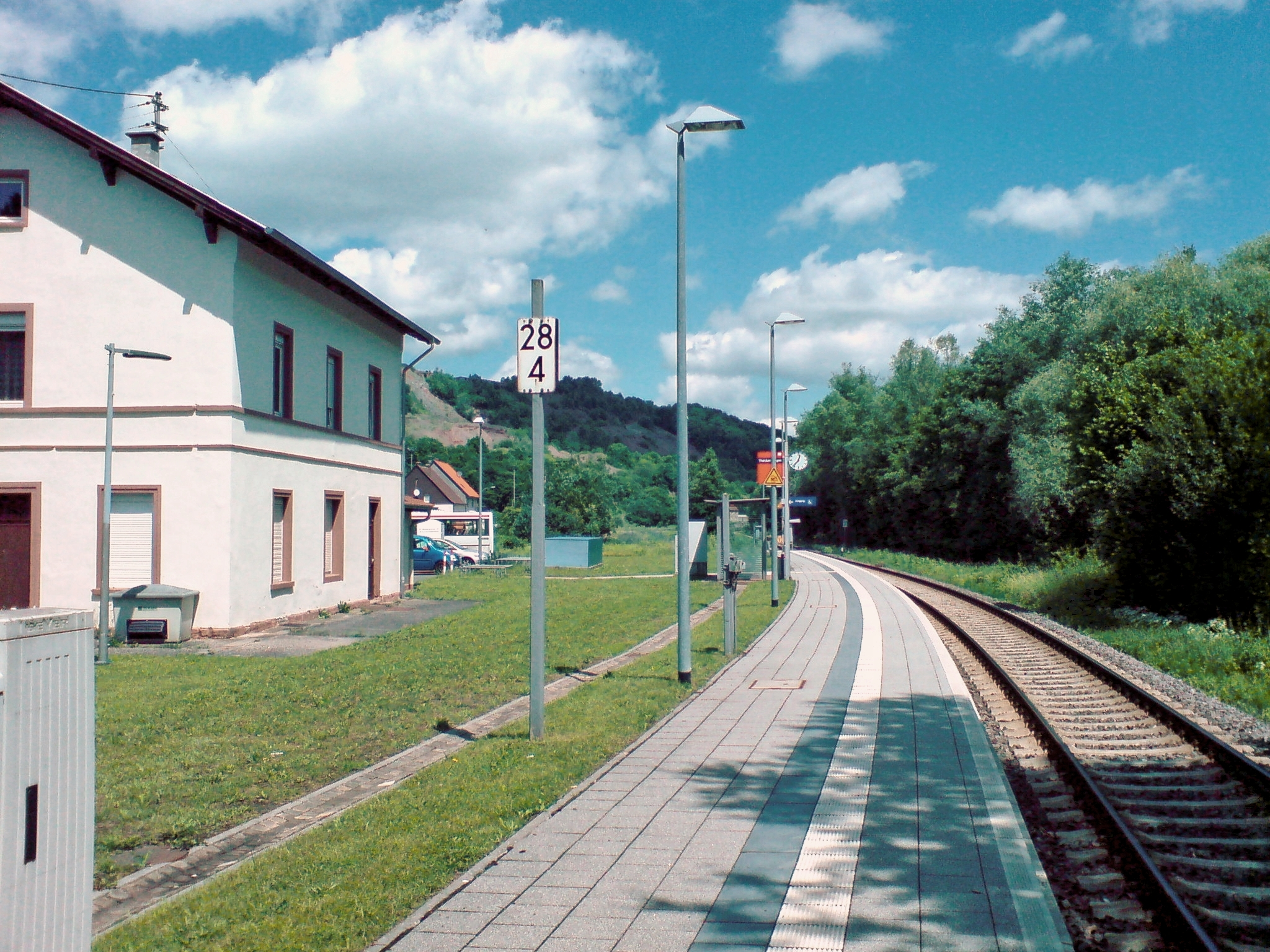
Bahnhof Theisbergstegen mit Kilometerangabe

Ursprünglich war die Strecke durchgehend kilometriert. Nach der Eröffnung der Glantalbahn blieb die Kilometrierung lediglich im Abschnitt Landstuhl – Glan-Münchweiler bestehen. Der Abschnitt Glan-Münchweiler – Altenglan wurde in die der Glantalbahn integriert; der Nullpunkt lag zunächst westlich von Scheidt und führte über St. Ingbert, Rohrbach und Homburg – heute Teil der Strecke Mannheim–Saarbrücken – bis Bad Münster. Später wurde die Kilometrierung, die zwischen Glan-Münchweiler und Altenglan bis heute gültig ist, erst ab Homburg begonnen. Der Teilabschnitt Altenglan – Kusel hat eine eigenständige Kilometrierung.
| Bahnhof              | 1900   | 1940   | 1980  |
| -------------------- | ------ | ------ | ----- |
| Rehweiler            | 15,874 | 47,525 | 23,69 |
| Eisenbach-Matzenbach | 17,498 | 49,227 | 25,36 |
| Theisbergstegen      | 20,554 | 52,255 | 28,42 |
| Altenglan            | 24,080 | 55,763 | 31,93 |
| Rammelsbach          | 26,076 | 02,00  | 02,00 |
| Kusel                | 28,555 | 04,47  | 04,47 |

## Betrieb

### Personenverkehr

#### Nordbahnen, Pfälzische Eisenbahnen und Bayerische Staatseisenbahnen

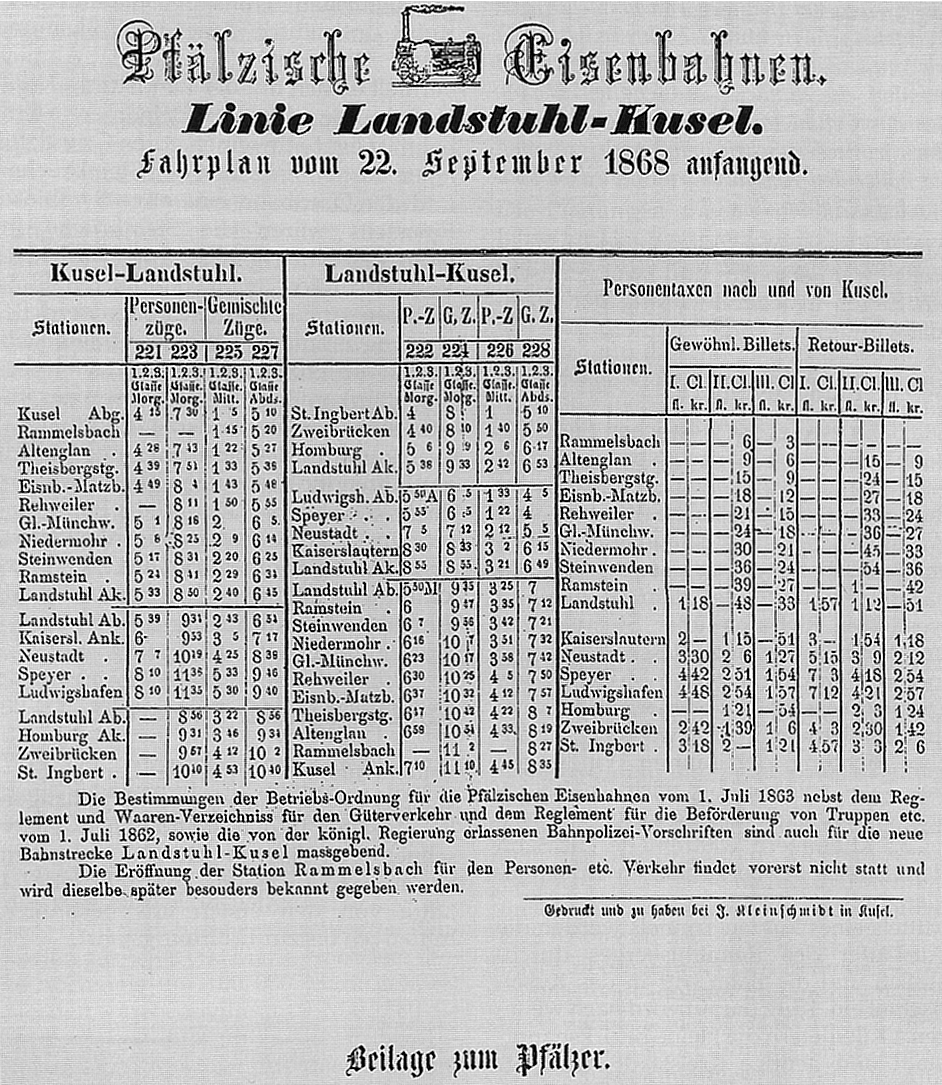
Erster Fahrplan aus dem Jahr 1868

Die Nordbahnen nahmen 1868 den Betrieb mit zwei reinen Personenzugpaaren und zwei gemischten Zugpaaren auf. Dabei pendelte eine Zuggarnitur viermal zwischen Landstuhl und Kusel. In Kusel blieben sie über Nacht. Eine Fahrt vom Ausgangs- zum Endpunkt dauerte damals rund anderthalb Stunden. Einige Jahre später verkehrten drei reine Personenzugpaare und ein Paar als kombinierte Garnitur. In den folgenden drei Jahrzehnten blieb es bei insgesamt vier Zugpaaren.
Ab 1900 wurde das Angebot schrittweise erweitert. Mit der durchgängigen Eröffnung der Glantalbahn verkehrten im Abschnitt Glan-Münchweiler – Altenglan drei Zugpaare zwischen Homburg und Bad Münster, zwischen Altenglan und Kusel pendelten Anschlusszüge. Ebenso gab es vereinzelt Direktzüge in der Relation Kusel – Neunkirchen, die primär den Arbeitern der dortigen Kohlebergwerke dienten. Einige Personenzüge verkehrten über Landstuhl bis Kaiserslautern und von Lauterecken-Grumbach nach Kusel, die in Altenglan „Kopf machen“ mussten. Bis zum Ausbruch des Ersten Weltkriegs nahm das Zugangebot zwischen Landstuhl und Kusel zu, wobei der Abschnitt Altenglan – Kusel mit 14 Zugpaaren am stärksten frequentiert war. Während des Ersten Weltkriegs reduzierte sich der Fahrplan fast durchgängig. Der Sommerfahrplan von 1917 wies beispielsweise lediglich drei durchgängige Zugpaare der Relation Landstuhl – Kusel auf.

#### Deutsche Reichsbahn
Ab dem 1. Juni 1920 verkehrten über Teilabschnitte der Strecke Züge der Relationen Saarbrücken – Bad Münster, Saarbrücken – Altenglan und Saarbrücken – Kusel. Die Züge nach Neunkirchen verkehrten bis zur Grube Heinitz. Im Lauf des Jahrzehnts nahm das Zugangebot schrittweise zu; der Abschnitt Landstuhl – Glan-Münchweiler hatte dabei den geringsten Verkehr.

Fahrplan des Jahres 1936

Vor allem in den 1930er Jahren gab es an den Bahnstrecken im Einzugsgebiet von Glan und Lauter mehrere Eckverbindungen wie Kaiserslautern – Lauterecken – Altenglan – Kusel und Homburg – Glan-Münchweiler –Ramstein. Der Fahrplan von 1936 enthielt ein Zugpaar, das auf den Abschnitt Landstuhl – Steinwenden beschränkt blieb. Eine durchgehende Zugfahrt von Landstuhl nach Kusel dauerte damals eine knappe Stunde. Obwohl die Strecke nach Kusel bereits Ende 1936 eine Fortsetzung nach Türkismühle erhalten hatte, verkehrte erst ein Jahr später ein durchgehender Zug zwischen Altenglan und Türkismühle; meistens mussten Fahrgäste in Kusel umsteigen. 1944, mitten im Krieg, konzentrierte sich der Verkehr auf die Tagesrandlagen. Außerdem gab es einige wenige durchgehende Züge zwischen Landstuhl und Kusel.

#### Deutsche Bundesbahn
Seit den 1950er Jahren gab es stets mindestens zehn Zugpaare zwischen Landstuhl und Kusel. Am Anfang des Jahrzehnts verkehrte vormittags ein sogenannter Städteschnellverkehrszug (S) zwischen Kusel und Heidelberg mit Zwischenhalten in Altenglan, Glan-Münchweiler und Landstuhl. 1954 wandelte die Bundesbahn ihn zum Eilzug um. Bedingt durch die dauerhafte Abtrennung des Saarlandes folgte nach dem Zweiten Weltkrieg eine Konzentration der Verkehrsströme in Richtung Kaiserslautern, wovon die Strecke erheblich profitierte, während die benachbarte Glantalbahn aus demselben Grund vor allem in ihrem südlichen Abschnitt Homburg – Glan-Münchweiler an Bedeutung verlor. Viele Zugfahrten wurden entlang der Bahnstrecke Mannheim–Saarbrücken bis Kaiserslautern durchgebunden. Ebenso gab es vereinzelt Eckverbindungen von Kusel nach Bad Kreuzbach beziehungsweise Bingerbrück. Bis in die 1950er Jahre existierten die Bergarbeiterzüge der Relation Kusel – Neunkirchen – Heinitz. Der Abschnitt Glan-Münchweiler – Kusel bildete zusammen mit der Glantalbahn die DB-Kursbuchstrecke 272, während der Abschnitt Landstuhl – Glan-Münchweiler zusammen mit der Strecke von Mannheim nach Saarbrücken unter der Nummer 279 verzeichnet war. Ende der 1950er Jahre verkehrte ein Zug der Relation Schwarzerden – Kusel – Altenglan – Bad Kreuznach.

Fahrplan des Jahres 1961

1961 gab es Eckverbindungen der Relationen Kusel – Lauterecken - Grumbach – Bad Kreuznach und Landstuhl – Altenglan – Bad Kreuznach. An Nachmittagen verkehrte ein Zug der Relation Kaiserslautern – Kusel, der hauptsächlich den Mitarbeitern des Ausbesserungswerks Kaiserslautern diente und deshalb oft als AW-Zug bezeichnet wurde. Ab 1965 fuhren zwei Eilzugpaare der Relation Zweibrücken – Mainz über den Abschnitt Glan-Münchweiler – Altenglan. Ihr Initiator war der damalige Zweibrücker Oberbürgermeister und rheinland-pfälzische Landtagsabgeordnete Oskar Munzinger. Im Volksmund erhielten diese Züge deshalb den Namen „Munzinger-Express“. Aufgrund der ab 1961 fehlenden Direktverbindung Odernheim – Bad Münster mussten diese Züge nach Staudernheim fahren, dort „Kopf“ machen und anschließend in Richtung Osten die Nahetalbahn benutzen. 1967 gab es ein weiteres Paar zwischen Homburg und Gau Algesheim. Ab 1970 fuhren auf diesen Verbindungen Nahschnellverkehrszüge. Ab 1975 ruhte der Verkehr an Sonn- und Feiertagen. 1979 entfielen die Verbindungen nach Mainz und Zweibrücken. Im selben Jahr wurde der Nahschnellverkehrszug eingestellt. Damals verkehrten zwei Zugpaare in der Relation Lauterecken-Grumbach – Kusel.

#### Deutsche Bahn

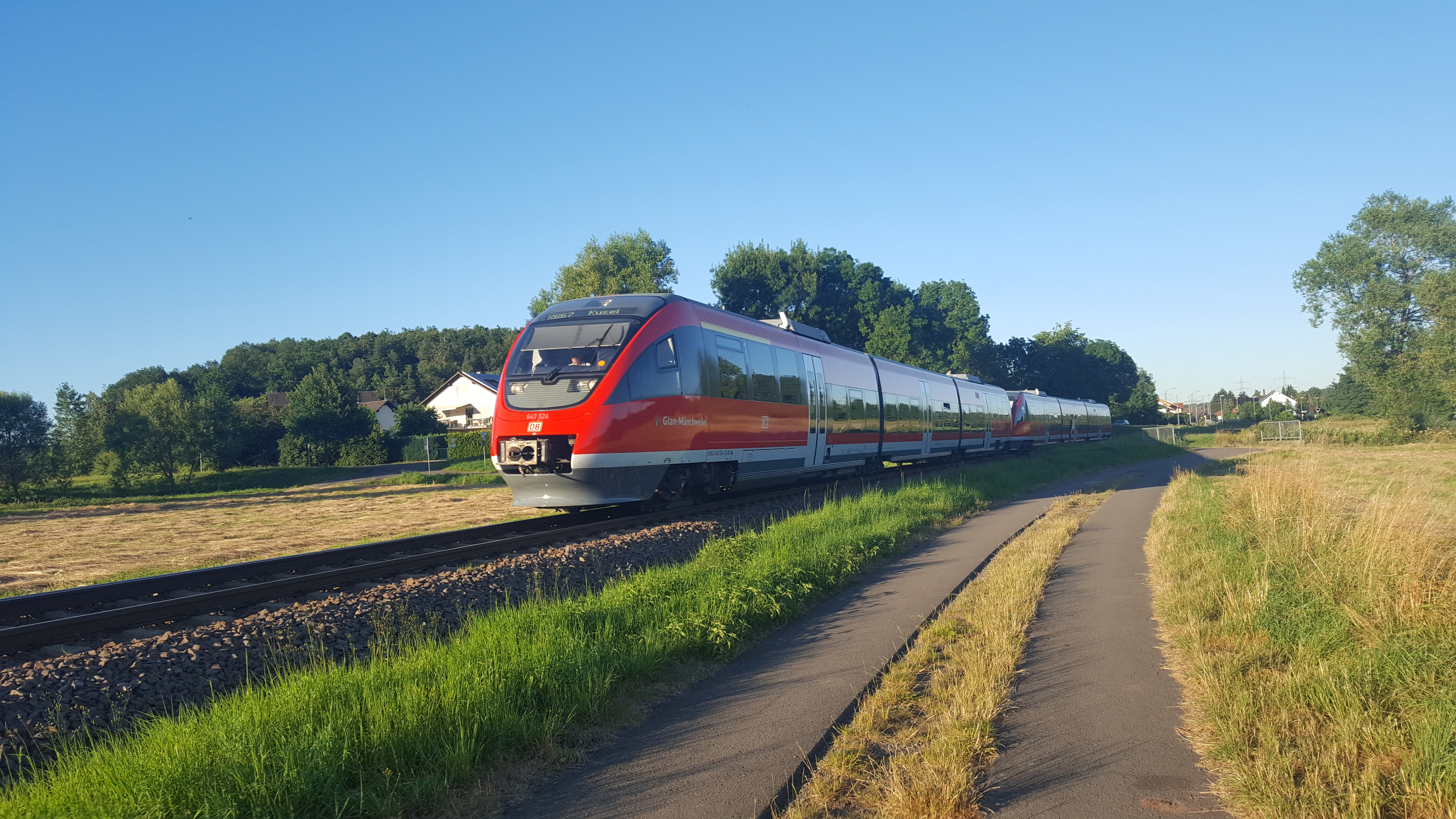
RB 12890 nach Kusel bei Miesenbach in Doppeltraktion

Nach der Bahnreform fuhren die Züge an Werktagen annähernd im Stundentakt mit Pausen am Vormittag und abends. An Samstagen wurde die Strecke bis zum frühen Nachmittag bedient. Mit der Einführung des Rheinland-Pfalz-Taktes gab es auf der Strecke ab Mai 1996 mehrere Angebotsverbesserungen; sie wird seither mindestens stündlich bedient. Der 1975 eingestellte Personenverkehr an Sonntagen wurde reaktiviert.
Die Strecke ist im Kursbuch der Deutschen Bahn unter der Kursbuchnummer 671 verzeichnet. Die Züge fuhren zunächst auf der Bahnstrecke Mannheim–Saarbrücken ohne Zwischenhalt auf dem Streckenabschnitt Kaiserslautern – Landstuhl. Seit dem Jahr 2003 halten die Züge vereinzelt an den Zwischenhalten in Kindsbach, Einsiedlerhof und Vogelweh.
Seit 2000 fährt von April bis Oktober an Sonn- und Feiertagen mit dem Glantalexpress ein Zugpaar von Kusel bis Neustadt und von dort nach Kusel. Zwischen Landstuhl und Neustadt hält er lediglich in Kaiserslautern, Weidenthal und Lambrecht (Pfalz).

### Güterverkehr
Große Bedeutung im Güterverkehr hatten entlang der Strecke stets die umliegenden Steinbrüche, wovon der Begriff Steinbahn herrührt. Noch vor der Inbetriebnahme der Bahnstrecke verpachtete die Gemeinde Rammelsbach am 1. Januar 1868 der Nordbahngesellschaft einen Steinbruch vor Ort, der mit Hilfe der Strecke bereits ein Jahr später 200 Wagen Pflastersteine nach Berlin lieferte. Sie war damit der erste Kunde der Bahnstrecke. Anfangs verkehrten keine reinen Güterzüge, sondern zwei gemischte Züge, später lediglich einer. Im unmittelbaren Umfeld von Altenglan entstanden im Lauf der Jahrzehnte ebenfalls mehrere Steinbrüche. Ein weiterer befand sich in Theisbergstegen. Mit der Verstaatlichung der Pfalzbahn wurde der Rammelsbacher Steinbruch ein Nebenbetrieb der bayerischen Staatseisenbahnverwaltung. Anfang des 20. Jahrhunderts befuhren Güterzüge der Relationen Homburg – Kusel, Kaiserslautern – Kusel und Kaiserslautern – Altenglan – Bad Münster am Stein die Strecke.

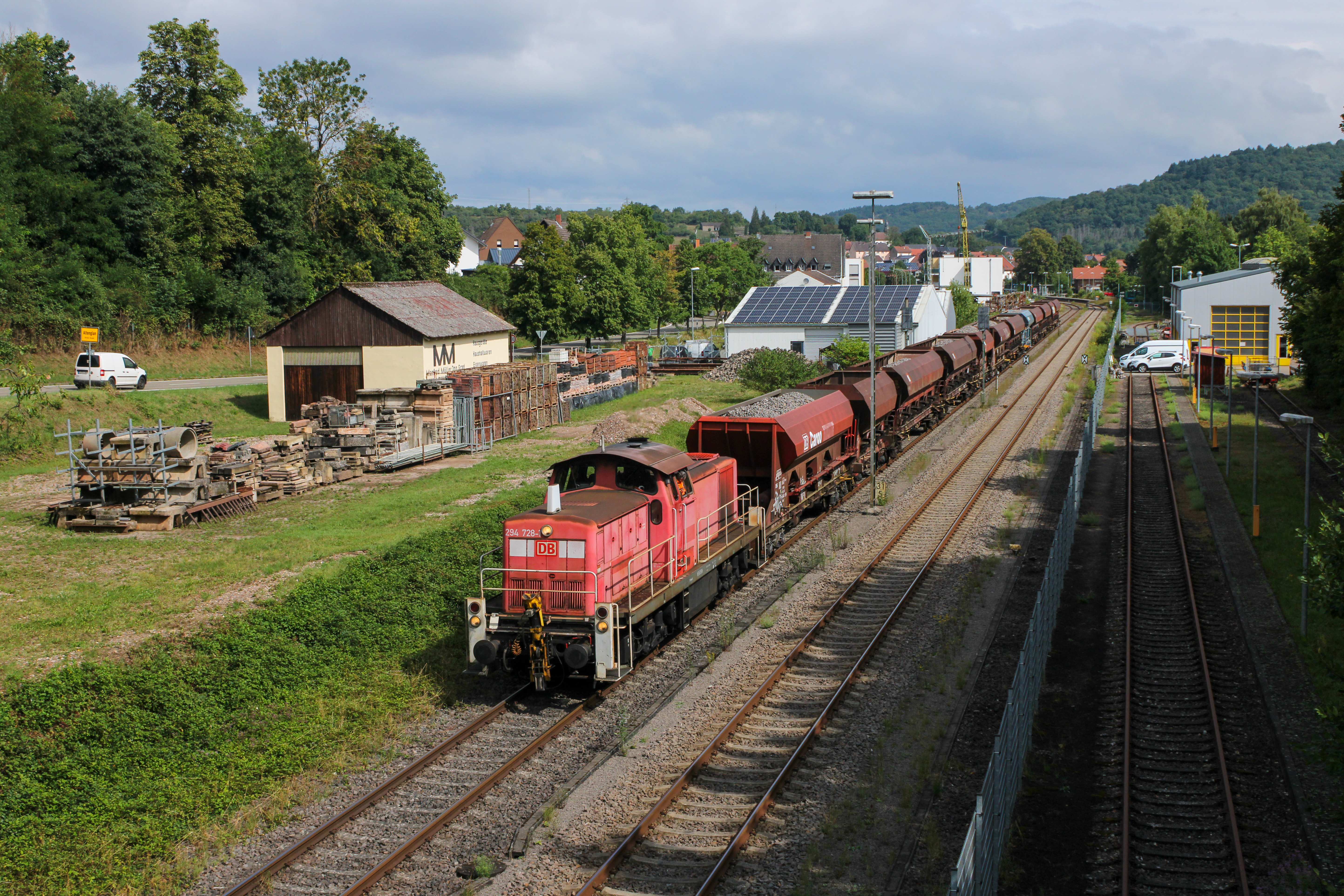
Rammelsbacher Schotterzug in Altenglan

Die Bahnhöfe zwischen Landstuhl und Theisbergstegen spielten im Güterverkehr keine große Rolle. 1920 verkehrten Nahgüterzüge der Relationen Kaiserslautern – Kusel und Altenglan – Kusel. Zudem gab es Durchgangsgüterzüge der Route Kaiserslautern – Kusel und bei Bedarf einen zwischen Kaiserslautern und Altenglan. Nach dem Zweiten Weltkrieg verkehrten neben Nahgüterzügen vom Rangierbahnhof Einsiedlerhof Übergaben von Altenglan nach Rammelsbach.
Die Steinbrüche um Altenglan wurden nach dem Zweiten Weltkrieg stillgelegt. In den 1980er Jahren baute die DB zahlreiche Anschlussgleise auf der Strecke ab. Die Bedeutung des Theisbergstegener Steinbruchs sank im Lauf der Jahrzehnte ebenfalls; seine Schließung folgte 2004. Lediglich der Rammelsbacher Steinbruch wird weiter betrieben und von Ganzzügen angefahren. Einziger anderer Güterverkehrskunde ist das Sägewerk in Westrich, das in der Woche durchschnittlich einen Ganzzug à 26 Wagen nach zur Zellstoff Stendal nach Niedergörne versendet.

## Fahrzeugeinsatz

### Dampflokomotiven
Bei der Eröffnung der Strecke kam eine Lokomotive der Gattung 1 B zum Einsatz, obwohl sie ursprünglich für Güterzüge konzipiert worden war. In den ersten Betriebsjahren fuhren auch Loks der Gattung 1 A, die bereits Ende der 1870er Jahre ausgemustert worden waren, da sie noch aus den 1840er Jahren stammten. Von der Zeit um 1870 bis 1920 übernahmen im Personenverkehr die P 1.I und hauptsächlich für den Güterverkehr die G 2.I und die G 2. II den Betrieb. Von etwa 1890 bis 1920 kam auch die T 1 zum Einsatz, vorzugsweise die mit der Betriebsnummer 52, deren offizieller Name Kusel lautete; im Volksmund wurde sie oft „Kuseler Lottchen“ genannt. Ab der Jahrhundertwende waren die T 4.I und die Bayerische D XII – Letztere wurde bei der Pfalzbahn als P 2.II für den Personenverkehr geführt; die G 4.I und die G 5 wurden für die Güterbeförderung herangezogen. Die Tenderlokomotiven der Gattung P 5 kamen bei beiden Zugformen zum Einsatz und waren zugleich die letzten, die zu Zeiten der Pfalzbahn gebaut wurden.
Zu Reichsbahnzeiten zogen Lokomotiven der Baureihe 78 die Bergarbeiterzüge der Relation Homburg – Kusel, die Baureihen 55.16–22, 55.25–56, 56.2–8, 56.20-29 und 58 dienten dem Gütertransport. Die Baureihen 93.0–4 und 93.5–12 waren sowohl für Personen- als auch für Güterzüge im Einsatz. Dagegen war die Baureihe 38.10–40 auf Leistungen im Personenzugdienst beschränkt. Die Baureihe 94.5 war vereinzelt vor Personen- und Übergabezügen anzutreffen. Ab der Zeit um 1930 verkehrte die Baureihe 64.
Die meisten dieser Baureihen waren bis zur Anfangszeit der Deutschen Bundesbahn auf der Strecke anzutreffen. Da der Zweite Weltkrieg viele Fahrzeuge in Mitleidenschaft gezogen hatte, musste in den Jahren 1950 und 1951 die Badische VI c aushelfen. Ab 1951 übernahm wie auf benachbarten Strecken innerhalb der Westpfalz die Baureihe 86 einen großen Teil der Leistungen. Die Baureihe 71.0 zog bis Ludwigshafen den Städteschnellverkehrszug von Kusel nach Heidelberg. In den 1950er Jahren war die Baureihe 74.4–13 ebenfalls vereinzelt anzutreffen. Bis zum Ende des Winterfahrplans 1974/75 setzte das Bahnbetriebswerk Kaiserslautern daneben Dampfloks der Baureihen 23 und 50 vor einzelnen Personenzügen ein.

### Diesellokomotiven
Bereits 1933 teilte die Reichsbahn den Bahnhöfen in Landstuhl, Ramstein und Altenglan je eine Diesellok des Typs Köf II zu. Ein Jahr später erhielt Ramstein zusätzlich eine Kö I.
1958 traf im Bahnbetriebswerk Kaiserslautern die Baureihe V 60 (ab 1968: Baureihe 260) ein, die auf der Strecke für Güterzüge zum Einsatz kam. Ab Mitte der 1960er Jahre lösten Dieselloks der Baureihe V 100.20 (ab 1968: Baureihe 212), die im März 1965 erstmals in Kusel eintrafen, schrittweise die Dampflokomotiven ab. Um 1970 diente die Baureihe 216 der Bespannung von Schotterzügen. Zur selben Zeit gelangte die Baureihe V 100.10 (ab 1968: Baureihe 211) auf die Strecke. Ab 1973 kam die Baureihe 218 ebenfalls zum Einsatz. Erstere fand zunächst bis Mai 1988 auf der Strecke Verwendung. Beide Baureihen wurden vor Personenzüge, die aus sogenannten „Silberlingen“ bestanden, gespannt. Von Dezember 1984 bis Mai 1985 fuhren, hauptsächlich zu Versuchszwecken, Lokomotiven der Baureihe 202. Die bis zur Jahrtausendwende verkehrenden Übergabezüge wurden ab 1989 von Lokomotiven der Baureihe 290 gezogen.
Ab Januar 2000 mussten die Baureihen 211/212 wenige Monate noch einmal für die lokbespannten Züge herangezogen werden. Der Grund dafür war, dass die Maschinen der 218 im Winter mittels laufendem Motor die Wagen geheizt hatten, was ein Kuseler Bürger, der in unmittelbarer Nähe des Bahnhofs lebte, als Lärmbelästigung empfand. Da er die Polizei zur Durchsetzung seiner Interessen eingeschaltet hatte, reaktivierte die Deutsche Bahn die V 100 vorübergehend, da deren Motoren geräuschärmer waren.

### Triebwagen

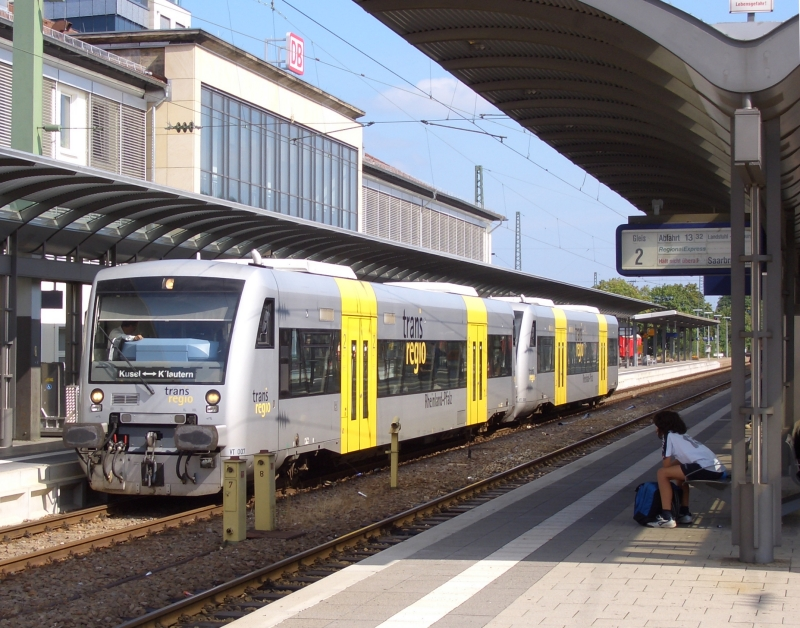
RegioShuttle nach Kusel zur Zeit der Bedienung durch die Trans regio im Kaiserslauterer Hauptbahnhof

Ab der zweiten Hälfte der 1920er Jahre waren auf der Strecke Wittfeld-Akkumulatortriebwagen anzutreffen. Mitte der 1950er Jahre übernahmen Uerdinger Schienenbusse aus Landau einen Teil der Personenzugleistungen, wobei zunächst der einmotorige Subtyp VT95, ab den 1960er Jahren der zweimotorige VT 98 eingesetzt wurde. Mit der Einstellung des Personenverkehrs auf dem südlichen Glantalbahn-Abschnitt Homburg – Glan-Münchweiler endete ihr Einsatz zwischen Landstuhl und Kusel ebenfalls. In der zweiten Hälfte der 1950er Jahre übernahm die VT 60.5 ein zwischen Kaiserslautern und Kusel verkehrendes Eilzugpaar. Etwas länger als die Schienenbusse wurden die Triebwagen der Baureihe 515 von den 1950er Jahren bis in die 1980er eingesetzt.
Ab dem 25. Januar 1988 übernahmen Dieseltriebwagen der Baureihe 628/928 den größten Teil des Personenverkehrs, wobei zunächst bis 1994 die Unterbauart 628.2 eingesetzt wurde. Anschließend fuhr bis 2000 auf der Strecke die stärkere Unterbauart 628.4. Von 2000 bis 2008 geschah dies durch RegioShuttles der trans regio. Seit Dezember 2008 wird die Strecke hauptsächlich von modernen Dieseltriebwagen Baureihe 643 der DB Regio bedient.

## Betriebsstellen

### Landstuhl

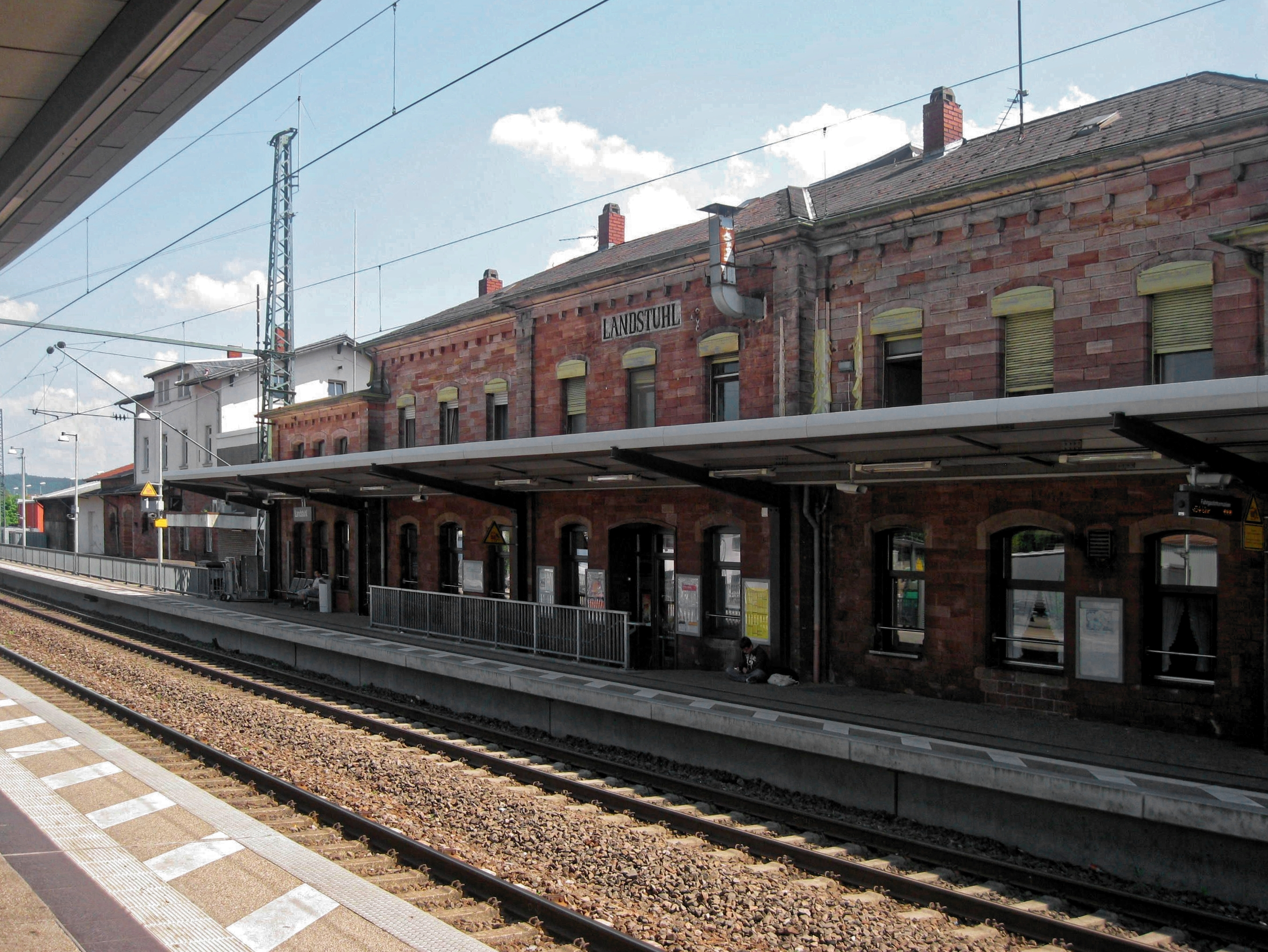
Bahnhof Landstuhl

Der Bahnhof befindet sich am nördlichen Stadtrand; er wurde bereits 1848 mit Inbetriebnahme der Ludwigsbahn-Teilstrecke Kaiserslautern – Homburg eröffnet. In diesem Abschnitt war er stets ein bedeutender Unterwegsbahnhof. Durch die Inbetriebnahme der Strecke nach Kusel war der Bahnhof nach Schifferstadt (1847), Ludwigshafen (1853), Neustadt an der Haardt (1855), Homburg (1857), Winden (1864) und [[Bahnhof
Schwarzenacker|Schwarzenacker]] (1866) der siebte Eisenbahnknotenpunkt in der Pfalz.

### Westrich
Die Ausweichanschlussstelle liegt im Wald zwischen den Ortschaften Landstuhl und Ramstein.

### Ramstein

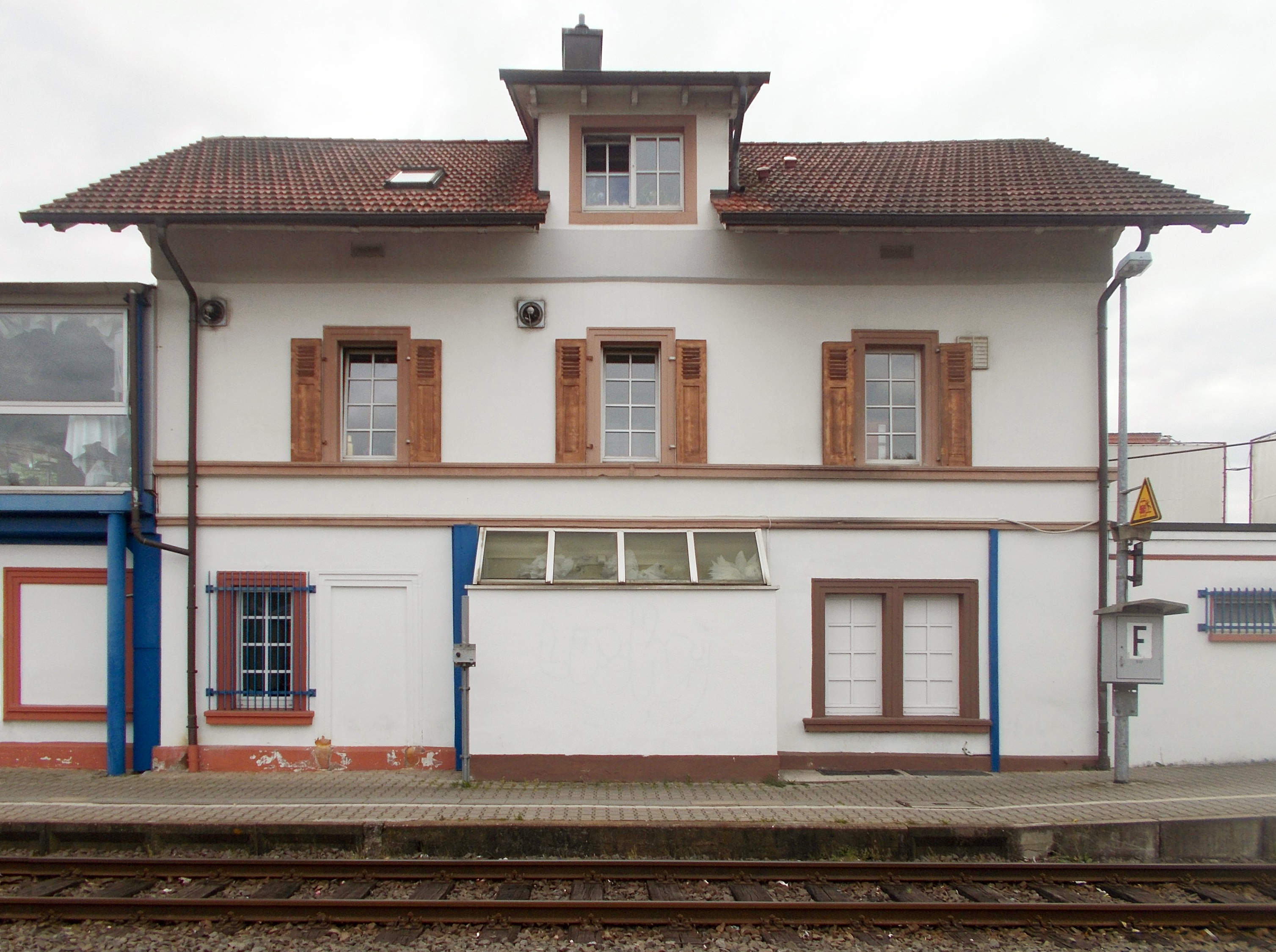
Bahnhof Ramstein

Der Bahnhof liegt zentral innerhalb von Ramstein. Sein Empfangsgebäude besitzt einen hölzernen Vorbau. Unmittelbar neben ihm befand sich eine Waschküche, nördlich davon ein Aborthaus, ein Güterschuppen, ein Ladeplatz, eine Laderampe sowie ein Kohlenlager. 1897 wurden seine Kreuzungsgleise aus militärischen Gründen auf eine Länge von insgesamt 500 Metern erweitert. 1911 betrug sie 564 Meter. Hinzu kam ein Nebengleis im östlichen Bahnhofsbereich. 1934 stationierte die Deutsche Reichsbahn je eine Kö I und eine Köf II im Bahnhof. 1988 baute die Bundesbahn den Bahnhof zum Haltepunkt zurück. Erst mit der Einführung des Rheinland-Pfalz-Taktes erhielt er wieder seine Funktion als Bahnhof zur Zugkreuzung.

### Miesenbach
Der Haltepunkt wurde Ende 2005 eingerichtet, um den Ort Miesenbach anzubinden, dessen Bebauung sich im Laufe der Jahrzehnte in Richtung der Bahnstrecke entwickelt hatte. Er befindet sich am südwestlichen Rand des Siedlungsgebiets. Der Miesenbacher Bahnhof ist wie in Ramstein barrierefrei.

### Steinwenden

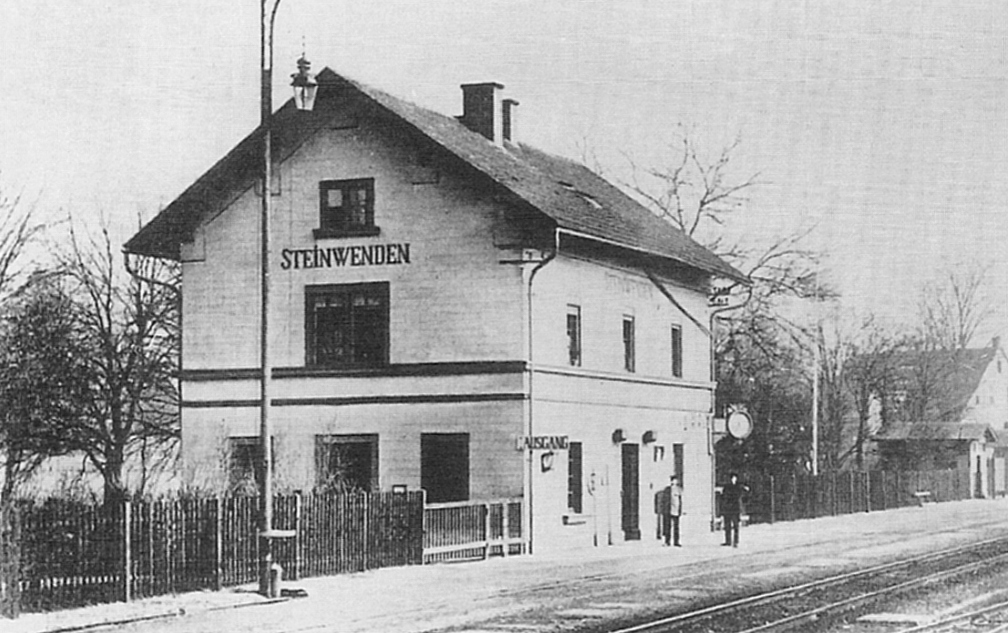
Bahnhof Steinwenden (1911)

Das Empfangsgebäude des Bahnhof Steinwenden ist noch existent, spielt für den Bahnbetrieb jedoch keine Rolle mehr. 1901 erhielt der Bahnhof eine Waage. 1914 besaß er zwei Hauptgleise und ein Nebengleis im südlichen Bahnhofsbereich. An Letzteres schlossen sich ein Kohlenlager, eine Laderampe, ein Güterschuppen, ein Privatlagerhaus, ein Ladeplatz und eine Zufuhrstraße an.
In den 1950er Jahren verfügte das Unternehmen Kurz über ein Anschlussgleis, das vom Bahnhof Steinwenden aus mit einer Rangierfahrt angesteuert wurde. 1988 baute die Bundesbahn ihn wie den Bahnhof Ramstein zum Haltepunkt zurück. Unmittelbar westlich des Haltepunkts überquert die Bahnstrecke den Mohrbach, östlich davon kreuzt sie die Kreisstraße 9.

### Obermohr
Obwohl die Bahnstrecke den südlichen Rand des Siedlungsgebiets von Obermohr tangiert, erhielt das Dorf zunächst keinen eigenen Haltepunkt; die Bewohner mussten den zwei Kilometer entfernten Bahnhof Steinwenden benutzen. Anfang der 1950er Jahre setzte sich der damalige Bürgermeister Hermann Staab für einen Haltepunkt an der Strecke ein. Die Deutsche Bundesbahn (DB) stimmte zu, stellte jedoch die Bedingung, dass die Gemeinde die Kosten für Bau und Unterhalt übernimmt. Staab gründete daraufhin eine Bürgerinitiative, um seinen Plan zu verwirklichen. In ehrenamtlicher Arbeit wurde ein 150 Meter langer Bahnsteig links von einem Zufahrtsweg gebaut. Nachdem die Arbeiten bereits weit fortgeschritten waren, ordnete die Bundesbahn an, dass der Bahnsteig rechts des Weges entstehen müsse, womit der Bau vergeblich war. Der Bahnsteig wurde an den von der DB gewünschten Ort verlegt und im Frühjahr 1955 vollendet.
Am 30. Mai 1955 kamen viele Bewohner zum Bahnsteig, um die Inbetriebnahme zu feiern, jedoch fuhr der erste Zug, ohne zu halten, durch. Im Nachhinein erkannte der Lokführer seinen Fehler und drückte den Zug zum neuen Haltepunkt zurück. In den Folgemonaten fuhren Züge oft in Obermohr ohne Halt durch, da das Lokpersonal sich erst an die Existenz der neuen Betriebsstelle gewöhnen musste. Zum Haltepunkt gehörte seinerzeit ein Wartehäuschen in Massivbauweise, das sich in Besitz der Gemeinde befand. In den 1990er Jahren wurde das Häuschen durch ein moderneres ersetzt.

### Niedermohr
Der ehemalige Bahnhof befindet sich in zentraler Lage gegenüber dem Ortskern von Niedermohr. Er erhielt ein kleineres Empfangsgebäude im nördlichen Bahnhofsbereich. Östlich davon stand eine Waschküche, westlich ein Aborthaus. Neben dem Hauptgleis hatte er ein Nebengleis, das über zwei verschlossene Weichenhebel an die Bahnstrecke angebunden war. Im Zweiten Weltkrieg befand sich dort ein Umschlagplatz für Treibstoff mit drei Gleisen. Er wurde nach dem Krieg wieder abgebaut. Inzwischen ist Niedermohr ein Haltepunkt. Im Sommer 2018 wurde der Bahnhof barrierefrei umgebaut.

### Glan-Münchweiler

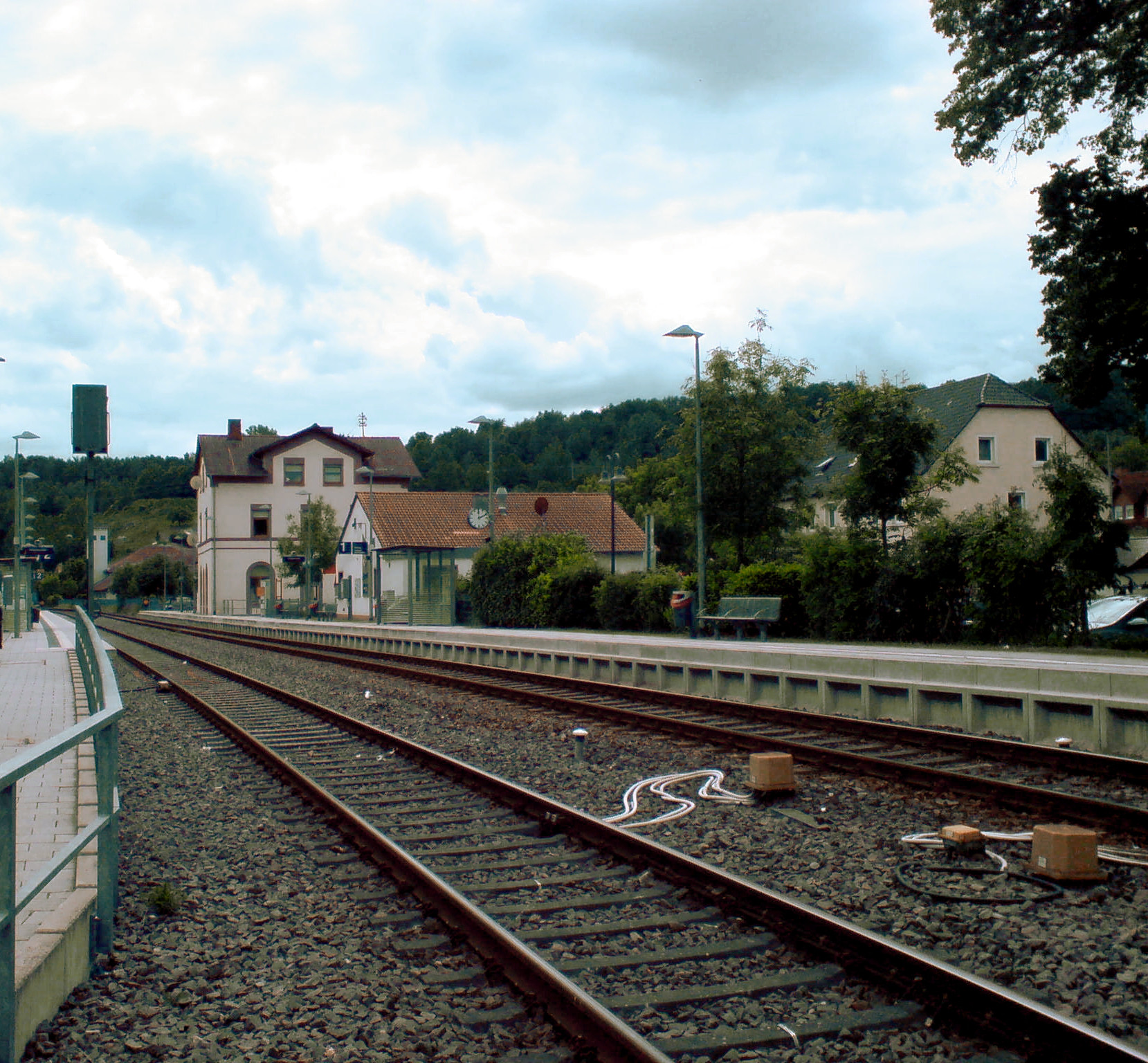
Bahnhof Glan-Münchweiler

Die Nordbahnen statteten den Bahnhof mit einem größeren, zweieinhalbgeschossigen Empfangsgebäude aus, das sich stilistisch an die anderen Pfälzer Bahnhöfe aus den 1860er und 1870er Jahren anlehnt. Ein Vorbau aus Holz wurde in den 1990er Jahren demontiert.
Seit der Eröffnung der Glantalbahn 1904 war er Trennungsbahnhof, womit umfangreiche Gleiserweiterungen verbunden waren. Er besaß zwei Stellwerke. Von 1943 bis 1947 hieß der Bahnhof Glanmünchweiler. Mit der Einstellung des Personenverkehrs auf dem Streckenabschnitt Homburg – Glan-Münchweiler verlor er seine Funktion als Trennungsbahnhof, da die DB den Güterverkehr bereits damals ausschließlich zwischen Homburg und Schönenberg-Kübelberg durchführte. Die Bahnsteige wurden zwischenzeitlich modernisiert; das Empfangsgebäude hat für den Betrieb keine Bedeutung mehr.

### Rehweiler

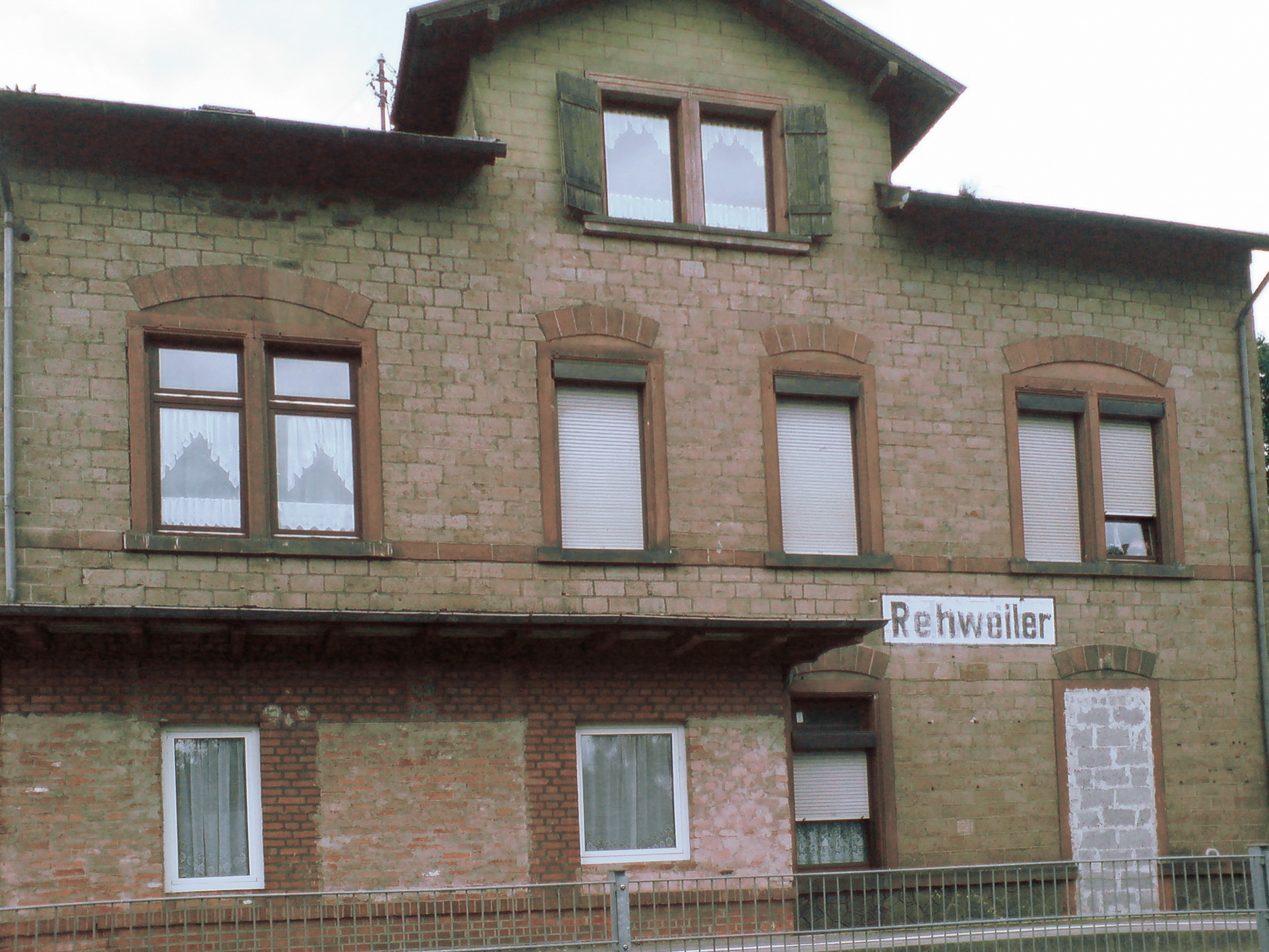
Bahnhof Rehweiler

Bei der Eröffnung der Strecke war Rehweiler lediglich ein Haltepunkt. In seinem ursprünglichen Stationsgebäude waren Toiletten, eine Waschküche und ein Stall untergebracht. Erst mit dem Bau der Glantalbahn und dem damit verbundenen zweigleisigen Ausbau der Bestandsstrecke Glan-Münchweiler – Altenglan wurde er in einen Bahnhof umgewandelt. Er erhielt eine Laderampe und ein Ladegleis. Aus dieser Zeit stammt das noch bestehende Empfangsgebäude, das sich optisch von den entsprechenden Gebäuden entlang der Linie Landstuhl – Kusel unterscheidet. Es lehnt sich stilistisch an die der kleineren Bahnhöfe an der benachbarten Glantalbahn wie Bedesbach-Patersbach, Elschbach, Erbach, Eschenau, Niederalben-Rathsweiler, Niedereisenbach-Hachenbach, Ulmet und Wiesweiler an. 1959 verlor der Bahnhof seine Abfertigungsbefugnisse im Expressgut- und Güterverkehr.

### Eisenbach-Matzenbach

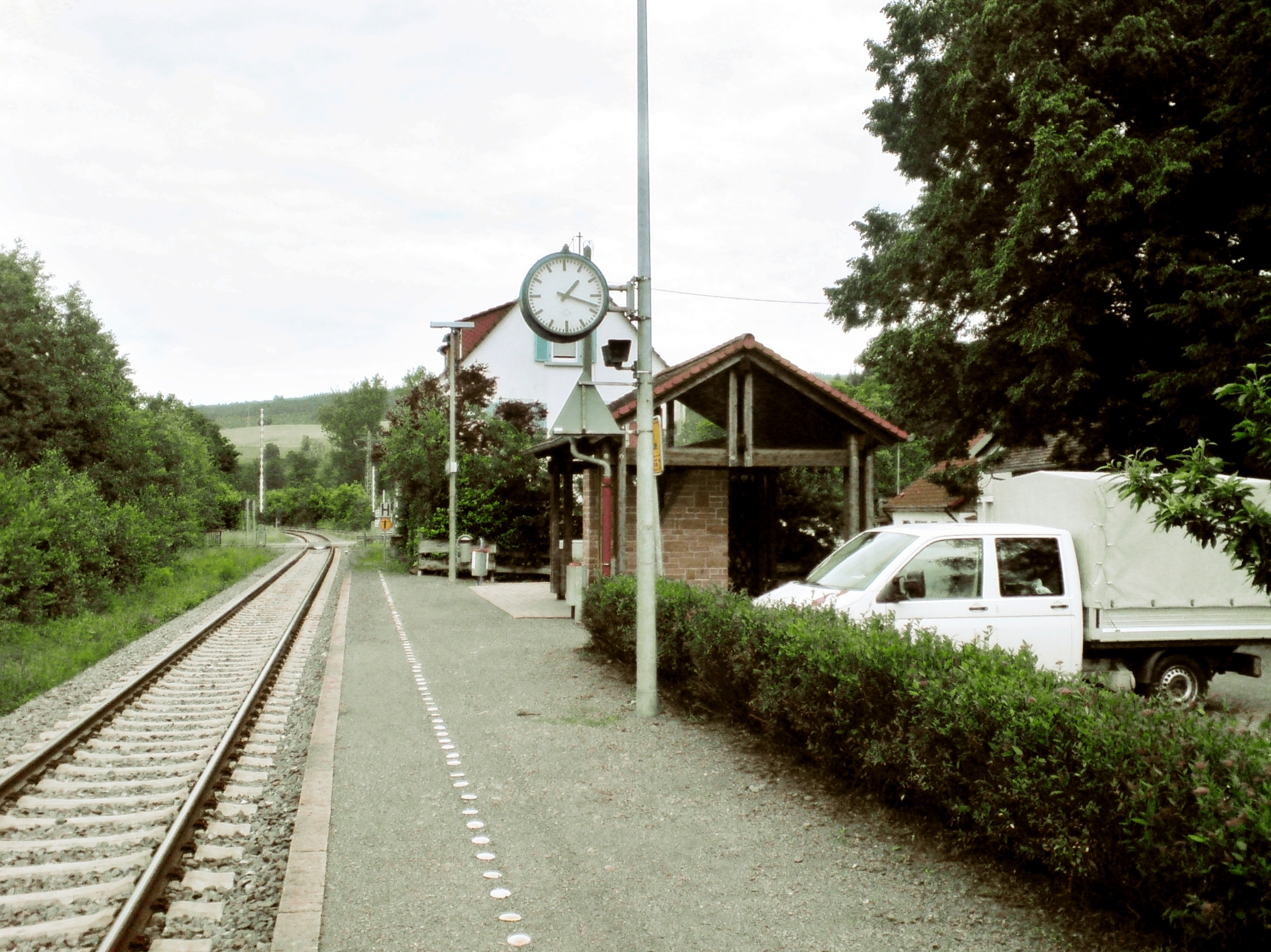
Haltepunkt Eisenbach-Matzenbach

Der Bahnhof besaß anfänglich ein Ladegleis für ein Kohlelager. Er befindet sich zwischen Eisenbach im Westen und Matzenbach im Osten. Diese geografische Lage führte dazu, dass sich beide Orte um seinen Namen stritten. 1907 wurde der Bahnhof in Matzenbach umbenannt, erhielt 14 Jahre später jedoch wieder seinen ursprünglichen Namen Eisenbach-Matzenbach. Nach dem zweigleisigen Ausbau zwischen Glan-Münchweiler und Altenglan im Zuge der Errichtung der Glantalbahn wurde das Ladegleis erweitert; daran schloss sich ein Privatgleis an.
Sein untypisches Empfangsgebäude erinnert an ein Wohnhaus und wurde mehrfach umgebaut. Im Laufe der Jahrzehnte wandelte es sein äußeres Erscheinungsbild wie kein anderes entlang der Bahnstrecke. 1959 verlor der Bahnhof seine Abfertigungsbefugnisse im Expressgut- und Güterverkehr. Anfang der 1980er Jahre wurde er als Haltepunkt zurückgebaut.

### Theisbergstegen
Dieser Bahnhof erhielt ein kleineres Empfangsgebäude, das später umgebaut wurde. Um die Jahrhundertwende hatte er ein 162 Meter langes Nebengleis im westlichen Bereich und ein 247 Meter langes im östlichen Teil. An Ersteres schlossen sich neben dem Bahnhofsgebäude eine Waschküche, ein Aborthaus, ein als Güterraum dienender Wagen und ein Verladeplatz an. Ab 1901 kamen eine Waage und ein Abstellgleis hinzu. Nördlich davon befand sich das schmalspurige Industriegleis der Firma Weyrich & Wetzel.
Im Güterverkehr hatte der Bahnhof wegen des benachbarten Steinbruchs eine große Bedeutung. Von 1892 bis 1907 führte eine Feldbahn vom Bahnhof zu einer Thomasschlackenmühle zwischen Theisbergstegen und Rutsweiler am Glan. Anfang der 2000er Jahre war der Bahnhof der letzte Gütertarifpunkt an der Glantalbahn. Im Jahr 2004 endete auch dort der Güterverkehr. Dort besteht keine Möglichkeit für Zugkreuzungen mehr.

### Altenglan

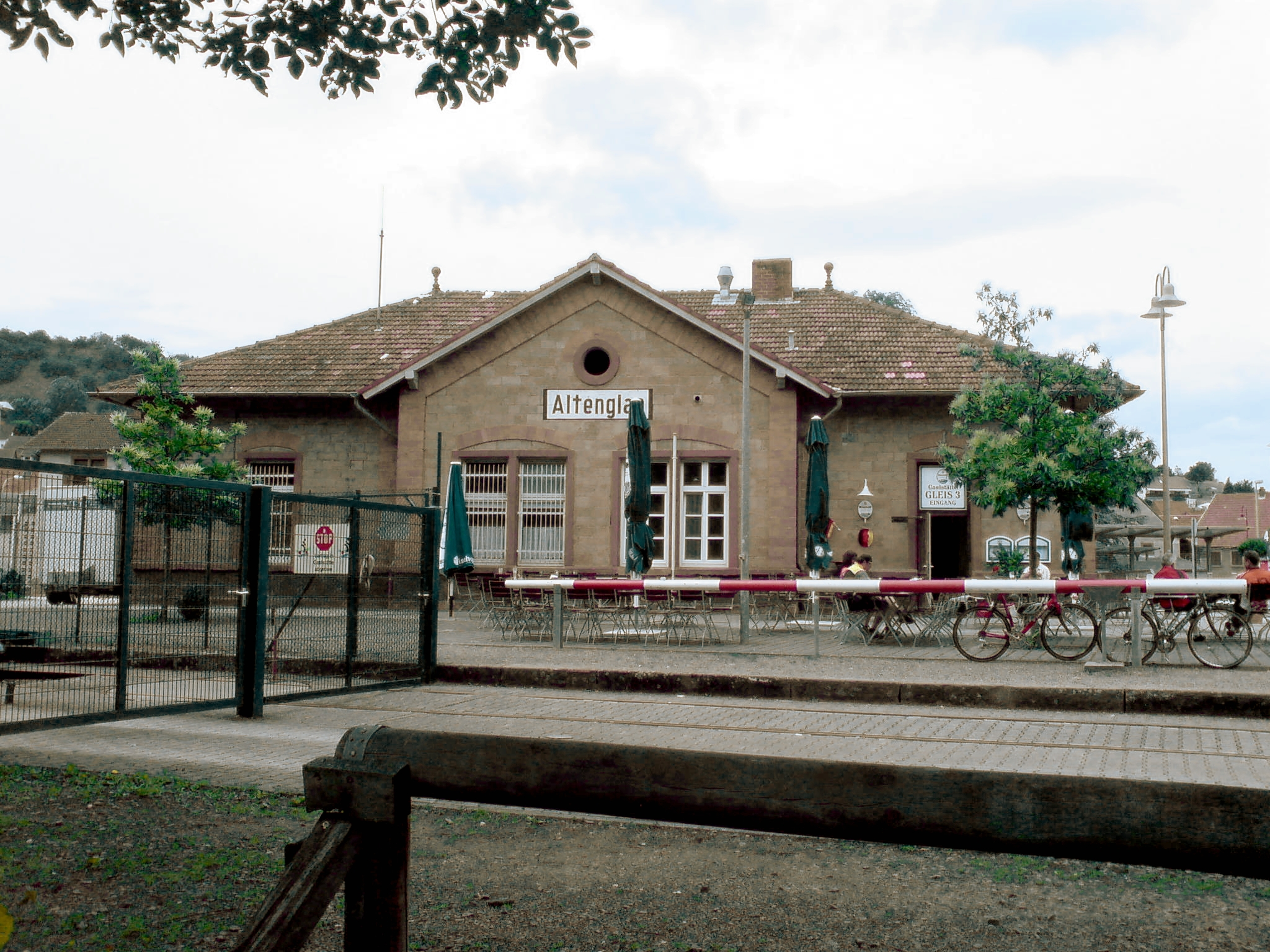
Bahnhof Altenglan

Genau wie Glan-Münchweiler erhielt der Bahnhof Altenglan mit Eröffnung der Strecke entsprechend seiner Bedeutung ein größeres Empfangsgebäude. Mit dem Bau der Glantalbahn wurde er als Keilbahnhof umgebaut, was ein neues Empfangsgebäude zwischen den beiden Gleissträngen notwendig machte. Das ursprüngliche Bahnhofsgebäude diente danach zur Güterabfertigung und steht jetzt unter Denkmalschutz.
Seit Mitte des 19. Jahrhunderts existierte in der Nähe des Schneeweiderhofes ein Steinbruch, der Hugo Bell gehörte. Von dort führte eine Feldbahn zum Bahnhof. Nördlich davon entstanden mehrere Ladegleise, im Bahnhofsbereich befand sich eine Verladeanlage. Eine Seilbahn beförderte das Material aus dem Steinbruch dorthin. Nach dem Zweiten Weltkrieg kamen die Steinbrüche in der unmittelbaren Umgebung von Altenglan zum Erliegen.
Der Bahnhof ist seit 2000 südlicher Ausgangspunkt des mittlerweile als Draisinenstrecke benutzten Abschnitts der Glantalbahn von Altenglan nach Staudernheim. In seinem südöstlichen Bereich befindet sich das Depot der Trans regio, das an andere Bahngesellschaften vermietet ist.

### Rammelsbach
Zunächst war Rammelsbach ausschließlich ein Güterbahnhof. Der nahegelegene Steinbruch war der erste Güterkunde. Vor Ort verkehrten anfangs nur zwei gemischte Züge. Ein Bahnhofsgebäude blieb Rammelsbach zunächst verwehrt. Erst 1878 wurde der Bau genehmigt; das Gebäude hatte nur die Größe eines Bahnwärterhauses und war ein Provisorium. 1898 erhielt Rammelsbach ein „richtiges“ Bahnhofsgebäude mit Schmuckelementen aus Hartstein. In den 1920er Jahren erweiterte die Reichsbahn den Bahnhof Rammelsbach für den Güterverkehr. Vom Steinbruch verkehren noch Ganzzüge mit Schotter zum Rangierbahnhof Einsiedlerhof an der Bahnstrecke Mannheim – Saarbrücken.

### Kusel
Im Zuge von Gleiserweiterungen erhielt der Bahnhof 1888 eine vergrößerte Drehscheibe. Ab 1936 war Kusel Durchgangsbahnhof zur Strecke nach Türkismühle. Die Gleisanlagen wurden dafür erheblich umgestaltet. Durchgehende Züge von Türkismühle bis Altenglan waren selten. Mit Fertigstellung der in Schwarzerden von der Westrichbahn abzweigenden Ostertalbahn nach Ottweiler verkehrten dort durchgehende Züge der Relation Neunkirchen – Ottweiler – Schwarzerden – Kusel. Der Durchgangsverkehr nach Türkismühle wurde in den 1950er Jahren eingestellt. Den Abschnitt Schwarzerden – Kusel legte die Bundesbahn 1970 still und baute ihn ab. Seither ist Kusel wieder Endbahnhof. Im Güterverkehr verdankte er seine Bedeutung vor allem der örtlichen Industrie sowie der Artillerietruppe in der Unteroffizier-Krüger-Kaserne. 2007 wurde er modernisiert.

## Zwischenfälle
- 1892 kam es im Rammelsbacher Tunnel zu einem tödlichen Unfall, als ein 22-jähriger Fußgänger den Tunnel benutzte und nicht genug Platz war, einem herannahenden Zug auszuweichen.[13]
- 1944 griffen amerikanische Jagdbomber den Bahnhof Altenglan mehrmals mit Bordwaffen an. Eine Lokomotive wurde getroffen. Verletzt wurde niemand.[91]
- Am 2. Dezember 1944 wurde der Bahnhof Altenglan bombardiert. Das Stellwerk wurde dadurch zerstört.[92]
- Am 12. September 1957 gab es einen starken Sturm, bei dem im Bahnhof Kusel ein Güterwagen selbständig losfuhr. Erst im Bahnhof Altenglan gelang es nach rund 20-minütiger Fahrt, ihn durch Hemmschuhe aufzuhalten.[93]
- Am 11. Mai 1970 entgleiste zwischen Altenglan und Theisbergstegen ein Zug an einem vermurten Bahnübergang. Dabei starben zwei Menschen, neun wurden verletzt. Der aus Zweibrücken kommende Munzinger-Express musste südlich von Theisbergstegen den Fahrtweg des Eilzuges Kusel–Heidelberg nehmen, umgekehrt fuhr der aus Kusel kommende Zug ab Altenglan auf dem Fahrtweg des Munzinger-Express nach Mainz zurück.[48]
- Am 1. August 1970 kollidierte ein Personenkraftwagen an einem Bahnübergang zwischen Landstuhl und Glan-Münchweiler mit einem Schienenbus. Der Pkw-Fahrer hatte das Blinklicht des Bahnübergangs nicht beachtet. Drei Menschen starben, eine Person wurde verletzt.[48]
- Am 14. Oktober 1988 erfasste ein Zug am Bahnübergang in Niedermohr einen Personenkraftwagen, wodurch zwei Menschen den Tod fanden und einer verletzt wurde.[24]
- Am 9. Februar 2016 wurden durch starken Regen die Gleise unterspült. Die Bahnstrecke musste gesperrt werden.[94]